# 大東文化大学
大東文化大学（だいとうぶんかだいがく、英語: Daito Bunka University）は、東京都板橋区高島平1丁目9番1号に本部を置く日本の私立大学。1923年創立、1946年大学設置。大学の略称は大東（だいとう）、大東大（だいとうだい）。

## 概観

### 大学全体
大東文化大学は、大正期における日本の政治・経済・社会・文化の近代化の過程で見られた西洋偏重の傾向を是正し、漢学を中心とする東洋文化の振興を図ろうとする木下成太郎（北海道厚岸町の帝国議会議員）による「漢学振興運動」を発端として、1923年（大正12年）の帝国議会衆議院本会議において可決した「漢学振興ニ関スル建議案」に基づき設立された大東文化学院にはじまる。なお、議会の建議案決議で創設された経緯から、特定の創設者は存在しない。
2022年（令和4年）現在、8学部20学科・8研究科を設置している。

### 建学の精神
漢学（特に儒教）を中心として東洋の文化を教授・研究することを通じて、その振興を図ると共に儒教に基づく道義の確立を期し、更に東洋の文化を基盤として西洋の文化を摂取吸収し、東西文化を融合して「新しい文化の創造」を目指す、と定められている。1985年（昭和60年）に制定された。
そして、2008年（平成20年）9月には、創立百周年に向けた基本計画「中期経営計画（CROSSING2023）」を策定。この中で、これからの21世紀における時代のあるべき姿を提言し、建学の精神を「多文化共生を目指す新しい価値の不断の創造」と現代的に読み替え、掲げている。

### 教育の理念
大東文化大学は、建学の精神に基づき、東洋の文化を中心として広く全世界の文化に関する諸学を研究・教授し、その振興を図ると共に、東洋固有の文化を尊重し、その伝統的な美徳を身につけて豊かな人格の形成に努め、併せて国際的な視野を持ち、世界の文化の進展と人類の幸福の実現に寄与できる有為な人材を育成することを目指す。

### 教育および研究
8学部20学科・8研究科（大学院）からなる文系総合大学である。文学部日本文学科と中国文学科、経済学部は創立当時からの歴史と伝統を持つ。
書道教育には力を入れており、多くの書家や研究者を輩出している。1969年（昭和44年）4月に大東文化書道文化センター（後の書道研究所）を開設し、日本で唯一の書道専門機関となっている。
創立以来日本文学や漢文学をはじめとする東洋文化研究を柱に据えており、アジア・東洋重視の伝統は受け継がれている。2006年（平成18年）には、国際関係学部の「アジア理解教育の総合的取り組み」が文部科学省の「特色ある大学教育支援プログラム（特色GP）」に採択。
2005年（平成17年）より板橋キャンパス近くの高島平団地を活性化することを発端とした環境創造学部による地域貢献活動「高島平再生プロジェクト（後にみらいネット高島平）」を地域住民と行っている。平成19年（2007年）に文部科学省の「現代的教育ニーズ取組支援プログラム（現代GP）」に採択。
自己点検・評価は1994年（平成6年）の「大東文化大学自己点検及び評価規程」制定以来取り組まれており、現在では学長を委員長とする「自己点検・評価基本事項検討委員会」と、その下に実務機関としての「全学委員会」を組織して行われている。
また、教育の質や授業内容を向上させることを目的とした授業評価アンケートや、ファカルティ・ディベロップメント（Faculty Development、通称FD）プログラムも実施している。

## 沿革

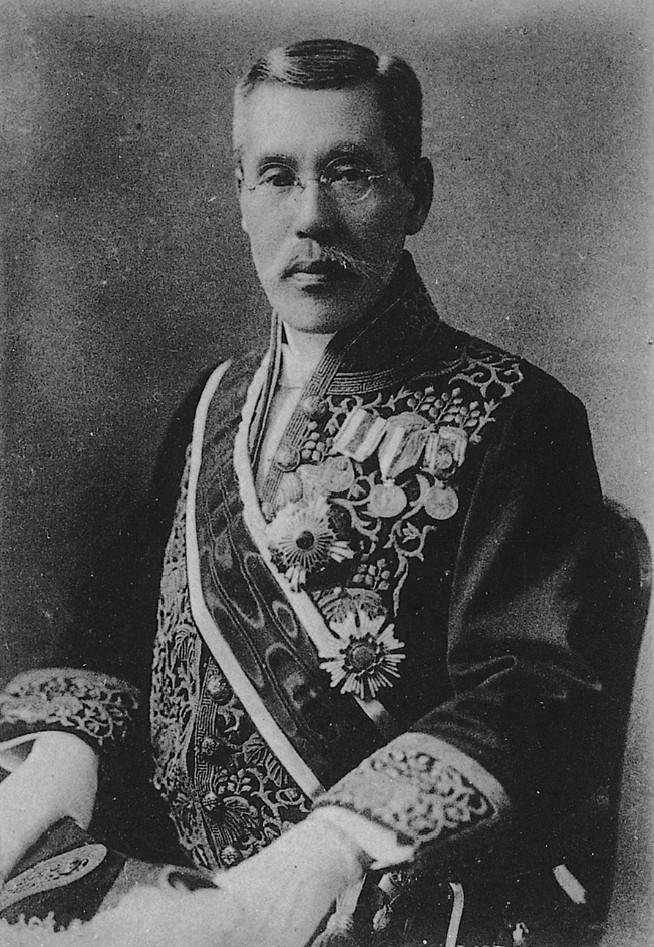
大東文化学院初代総長
平沼騏一郎

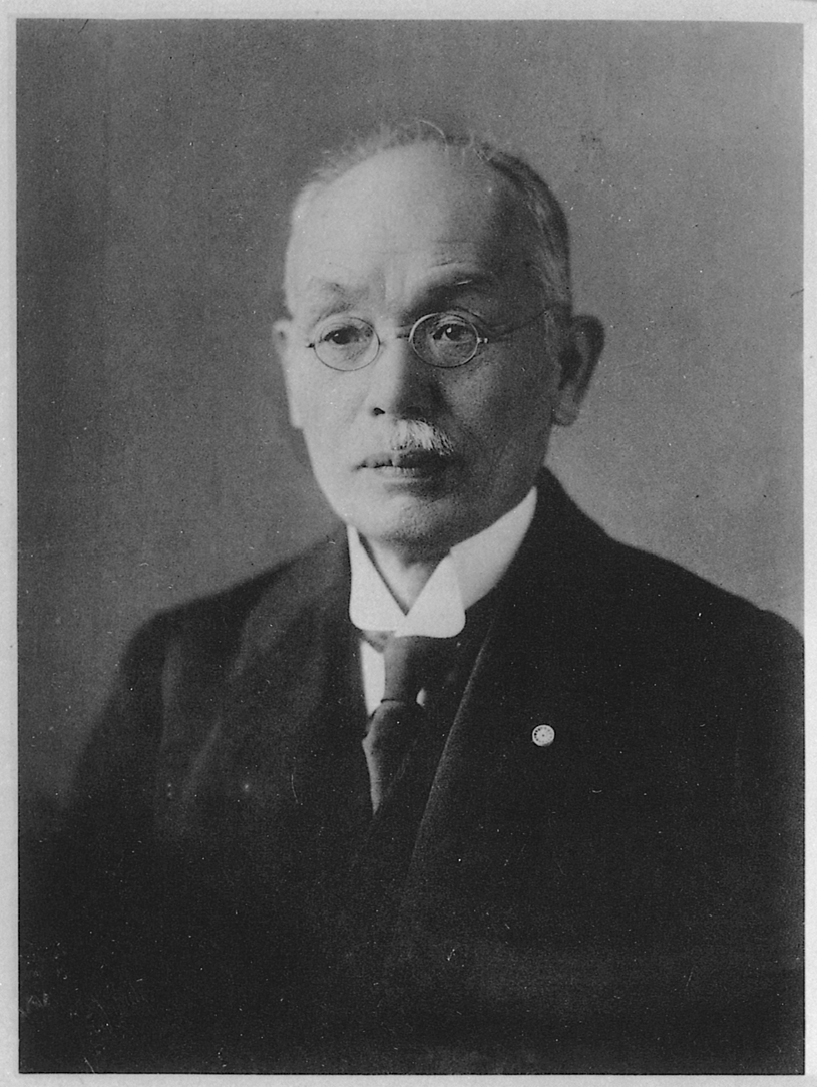
大東文化学院第二代総長
井上哲次郎

### 略歴
大東文化学院の誕生と九段校舎時代

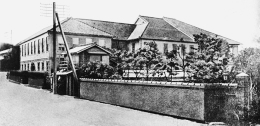
九段校舎（法政大学旧校舎）

大正期に起こった「漢学振興運動」による東洋文化の振興を図ろうとする機運と、東洋学術研究の振興に努めることを建言した木下成太郎を中心とするメンバーの尽力により、1921年（大正10年）3月18日、第44回帝国議会衆議院本会議において「漢学振興ニ関スル建議案」が次のように提出された。
その後、第45回、46回帝国議会衆議院本会議において、それぞれ第三次建議案まで提出され、繰り返し審議されることとなる。
この建議案の理由書には、「西洋文明ノ伝来スルヤ人々之ニ走ルニ急ニシテ漢学ハ疎ムセラレ其ノ神髄ヲ覗フコト漸ク難キニ至ラムトス」といった内容が記されているが、これは日本社会が西欧に倣った資本主義経済国家になる中で、様々な思想運動が大きく展開され、その一つとして漢学軽視の風潮に対する危惧を警鐘する意味があった。
再三に渡って行われた審議の結果、可決され1923年（大正12年）2月11日に「大東文化協会」が創設される。同年9月20日、法人格を財団法人へ改組し、大東文化協会の規約第一条の二「本邦現時ノ情勢ニ鑑ミ儒教ノ振興ヲ図リ及東洋文化ヲ中心トスル大東文化ヲ設立維持スルコト」とされた趣旨に基づき、大東文化学院（旧制専門学校）は文部省から設置認可を受けたが、関東大震災で東京府東京市神田区錦町三丁目十番地の校舎予定地（旧東京工科学校の一部を借り受けした地）が火災により全焼。同9月15日、開校予定地は、東京市麹町区富士見町六丁目十六番地（現在の東京都千代田区富士見）にある、法政大学旧校舎（九段校舎）に変更され（開校予定日は変更無く同10月1日）、始業式は1924年（大正13年）1月11日、開校式は同1月28日、開院式が行われたのは同2月11日のことであった。結局、この九段校舎は1941年（昭和16年）まで法政大学から借用することになった。初代総長は平沼騏一郎、初代会頭は大木遠吉、初代副会頭は小川平吉、江木千之。評議員の一人に渋沢栄一。
大木遠吉は、文部大臣より認可が下されるまで、開設準備として「学院綱領並学則編制委員会」を設けて自らその委員長となり、東京帝国大学、京都帝国大学、早稲田大学を中心とした私学グループの三者に意見を求めて慎重な学則の制定に当たった。
教授陣には、第二代総長となる井上哲次郎が哲学を担当したことをはじめ、法学の鵜澤總明、山岡萬之助、漢学の松平康國、牧野謙次郎、内田周平のほか、哲学者北昤吉も論理・心理学を講じている。また、平沼淑郎（平沼騏一郎の実兄）も開設時から大東文化学院の経済学教授として教鞭をとった。
大東文化学院は、本科3年課程と高等科3年課程からなり、全学生が国庫補助によって授業料が免除されることに加え、本科生には25〜35円、高等科生には50〜80円が支給され、教科書も支給されたことや、「大東文化学院学則第一章総則第一條」によれば、皇道及び国体に醇化した儒教、東洋文化について教育を行うことを第一の目的に謳っていることから、当時の私立専門学校の中ではやや特殊な性格を持った高等教育機関であった。（「財団法人大東文化協会」項目も参照）
九段校舎は、青桐という落葉高木によって囲まれていたのが特徴で、現在においても校章や同窓会組織名称（青桐会）に使われるなど、長らく大東文化のシンボルとなっている。
この期の大東文化学院生らの功績は、膨大な語彙を収めた漢和辞典「大漢和辞典」（大修館書店）の編纂である。同書刊行以前には簡易的な辞書しか存在していなかったが、戯曲や小説を含む中国古典の原文の参照、出典・引用文の再調査など、それまでの辞書が踏襲していた誤記語釈を改め、正していった。高度な漢学知識を必要とした、その長きに渡る編纂過程の中で原田種成ら学院生は中心的存在として携わった。戦中の資源不足の中に刊行され、戦災で原版を失い、最終的な完成は2000年となった足かけ75年余のこの大事業は、今なお世界最大の漢和辞典としての位置を占めている。大東文化学院では1925年頃に学内紛争があり、百人近い退学者を出していた。漢字研究者で同学院で教鞭を執っていた諸橋轍次が、行く当てを無くした彼らの再就職までの仕事としてこの辞書編纂事業を引き受けた、という経緯がある。
池袋校舎から青砥校舎へ
学生数の増加や明治期に建造された木造校舎の老朽化により、1941年（昭和16年）に九段校舎から池袋校舎（東京都豊島区池袋三丁目1385番地）へ移転。剣道場や柔道場、弓道場などが整備された。1944年（昭和19年）3月26日に「大東文化学院専門学校」と改称。次第に太平洋戦争の学徒動員等で教育機能が失われていき、1945年（昭和20年）4月14日未明の空襲によって校舎が全焼し、数万冊の蔵書も焼失。その後は、当時の総長である酒井忠正伯爵が小石川原町（現・文京区白山）の邸宅の一部を仮校舎として開放し、授業を継続した。
終戦翌年の1946年（昭和21年）1月、総長である酒井忠正がGHQにより公職追放となり、前述の設立経緯を持つ学院は閉鎖、酒井邸（仮校舎も含む）は進駐軍により接収された。残された学院関係者と生徒は拠り所を求めて、同年2月12日に青砥校舎（葛飾区青戸町四番地）へ移転、同18日には授業が再開した。
この青砥校舎は元来、大日本機械の少年工訓練養成所と寄宿舎であり、駅からも遠く、川が氾濫すると泥田のようになる土地であり、学校として確保すべき立地環境が整えられているとはいえなかった。それでも学生らは戦災で残された貴重な書物を貪るように読み、卒業生からの寄贈や家族らの支援を受けて、劣悪な環境の中で学び続けた。
新制大学認可
1947年から認可・移行が始まった新制大学へ認定されるにあたり、同校設立の経緯、「大東文化」が学名として相応しくないこと、校舎環境等の不備などを理由として第一回審査では認可保留となった。この審査に備えて校舎隣接地に建設中であった図書館は、襲来したカスリーン台風によって倒壊し未完成であり、これも設備不備とされた。
制度上、大学への昇格が不可能であれば廃校となるため、何としても昇格させなければならないとして関係者や卒業生らは学院内外で協議を重ねた。1949年（昭和24年）4月付で「財団法人大東文化学院」を廃止とし、5月に「財団法人東方文化協会」と改称した。その上で、申請する学名を「東京文政大学」とし、旧池袋校舎跡地で諸設備を整えることを条件に再審査を訴え、1949年（昭和24年）6月、新制大学への移行を認可された。開学時の学部は文政学部（日本文学専攻・中国文学専攻・政治経済学専攻）のみ。同年10月に池袋校舎が完成し、移転した。同月、各種学校として東京文政学院も認可された（1961年（昭和36年）8月廃止。）
「大東文化」大学へ
1951年（昭和26年）、法人名を「学校法人文政大学」、大学名を「文政大学」に改称した。さらに卒業生からの強い要望と働きかけにより、新制大学第一期生の卒業間際に大学名の変更許可が下り、1953年（昭和28年）に法人名を「学校法人大東文化大学」、大学名を「大東文化大学」として再出発した。
1956年（昭和31年）には、同校の教授・卒業生・在校生により「書道学会」が発足し、全国的な展覧会を実施。日本国内の書道教育発展の基礎が大東文化大学関係者主導で創られた。その後、学内でも書道分野の教授陣の充実が図られ、これまでに山﨑節堂、熊谷恒子、松井如流、青山杉雨、宇野雪村、上條信山らの大家が名を連ねた。
この頃、校地の狭さなどによる施設不足等が問題となり、大学振興計画案が立てられた。この計画案を前提として、1960年（昭和35年）10月に現在の板橋校舎の土地（当時は東京都板橋区志村西台町）を購入し、同年11月から校舎新築工事に着手、第一期工事は1961年（昭和36年）8月に完成した。同月には池袋校舎を引き払い、現在地へと全面移転した。
翌年の1962年（昭和37年）4月に、文政学部を文学部（日本文学科・中国文学科）と経済学部（経済学科）に改組し、大東文化大学第一高等学校が開校した。
この間に東洋研究所や大東柔道整復専門学校（大東医学技術専門学校。2012年（平成24年）末閉校）や文政幼稚園（1963年（昭和38年）廃止）が設立されている。
東松山キャンパスの開校から現在まで
学生数の急増に対応するため、埼玉県東松山市の元国有林野にキャンパス建設を計画。1966年（昭和41年）7月から造成工事が昼夜問わず行われ、翌年3月末には新校舎が竣工。そして、すべての教養課程が東松山キャンパスに移行した。
創立50周年記念事業で板橋キャンパスには記念館、研究室の整備が進められた。
1969年（昭和44年）に「大東文化書道文化センター」開設。1988年（昭和63年）には「書道研究所」へ改組された。現在、日本で唯一の書道専門機関となっている。さらに2001年（平成13年）には日本初の書道学科（文学部）が誕生した。
1972年（昭和47年）、大東文化大学附属青桐幼稚園が開園。
1973年（昭和48年）、板橋校舎に開学50周年記念講堂が完成。
1976年（昭和51年）、東武東上線東武練馬駅至近に大東文化会館が竣工。板橋校舎への通学に使用されるいわゆる「学バス」はこの一階を発着場とした。
1986年（昭和61年）には東松山キャンパスに図書館、記念講堂を含む施設が建設された。
1990年代前半、東松山キャンパスの遊休地に授業利用および営利を目的としたパットゴルフ（パターゴルフ）場を造る計画が浮上したが、学生やOBらの反対もあり頓挫した。同時期、群馬県に新キャンパス用地を取得。
2003年（平成15年）、創設80周年を記念して新たなシンボルマークが制定、同年から2006年（平成18年）まで、板橋キャンパスが再開発され、環境に考慮した校舎や「交流の杜」と「思索の杜」という広場が整備された。
2006年（平成18年）、ビアトリクス・ポター資料館竣工。また、東武練馬駅隣接の大東文化会館の改築が完了した。
2007年（平成19年）に東松山キャンパスは開設40周年を迎え、2008年（平成20年）に総合グラウンドの完成、2015年（平成27年）完工の3工期にわたる新たなキャンパス整備事業に着手した。また、廃校となった東松山市立緑山小学校を取得。「緑山キャンパス」と改称した。

### 年表
学園年表
| 西暦 | 和暦   | 月 | 沿革 |
| ---- | ------ | -- | --- |
| 1921 | 大正10 | 3  | 第44国会にて「漢学振興ニ関スル建議案」が可決 |
| 1923 | 大正12 | 9  | 第46回国会の決議に基づき、国費をもって、財団法人大東文化協会を設立、大東文化学院（本科・高等科、旧制専門学校）を設立認可                                               |
|      |        | 11 | 校舎と事務所を麹町区富士見六丁目十六番地に置く（九段校舎） |
| 1944 | 昭和19 | 3  | 校名を大東文化学院専門学校と改称 |
| 1949 | 昭和24 | 4  | 大東文化学院専門学校を廃止 |
|      |        | 5  | 法人名を財団法人東方文化協会と変更 |
|      |        | 6  | 新制大学に移行、（東京文政大学）文政学部（日本文学専攻・中国文学専攻・政治経済学専攻）設置。                                                                           |
|      |        | 10 | 東京文政学院（各種学校）設置認可 |
| 1951 | 昭和26 | 2  | 法人名を学校法人文政大学、校名文政大学と改称認可 |
| 1953 | 昭和28 | 3  | 校名を大東文化大学と改称 |
| 1956 | 昭和31 | 10 | 文政幼稚園設置認可 |
| 1960 | 昭和35 | 6  | 法人名を学校法人大東文化学園と改称 |
|      |        | 9  | 大東柔道整復専門学校設立認可 |
| 1961 | 昭和36 | 4  | 大東柔道整復専門学校を大東医学技術整復専門学校に改称、衛生検査科を新設、東洋研究所設立                                                                                 |
|      |        | 8  | 東京文政学院廃止認可 |
| 1962 | 昭和37 | 4  | 文政学部を文学部（日本文学科・中国文学科）と経済学部（経済学科）に改組、大東文化大学第一高等学校開校                                                                   |
| 1963 | 昭和38 | 4  | 経済学部経営学科設置、文政幼稚園廃止認可 |
| 1964 | 昭和39 | 4  | 大学院文学研究科日本文学専攻（修士課程）・中国学専攻（修士課程）設置                                                                                                   |
| 1967 | 昭和42 | 4  | 文学部英米文学科、大学院文学研究科中国学専攻（博士課程）設置、 大東文化大学東松山キャンパス開設                                                                        |
|      |        | 6  | 大東医学技術整復専門学校を大東医学技術専門学校と名称変更 |
| 1968 | 昭和43 | 4  | 文学部外国語学科設置 |
| 1971 | 昭和46 | 12 | 大東医学技術専門学校の衛生検査科を臨床検査科と名称変更 |
| 1972 | 昭和47 | 4  | 大東文化大学附属青桐幼稚園開園、文学部教育学科、外国語学部中国語学科・英語学科、大学院経済学研究科経済学専攻（修士課程）、大学院文学研究科日本文学専攻（博士課程）設置 |
| 1973 | 昭和48 | 4  | 法学部法律学科設置 |
| 1977 | 昭和52 | 4  | 大学院法学研究科法律学専攻（修士課程）設置 |
| 1978 | 昭和53 | 4  | 大学院経済学研究科経済学専攻（博士課程後期）、大学院文学研究科英文学専攻（修士課程）、別科日本語研修課程、文学専攻科経済学専攻設置                                     |
| 1986 | 昭和61 | 4  | 国際関係学部国際関係学科・国際文化学科設置 |
| 1990 | 平成2  | 4  | 法学部政治学科設置 |
| 1991 | 平成3  | 4  | 大学院法学研究科法律学専攻（博士課程後期）、文学専攻科教育学専攻設置                                                                                                   |
| 1993 | 平成5  | 4  | 外国語学部日本語学科、大学院経済学研究科（経済学専攻）設置 |
| 1994 | 平成6  | 4  | 大学院法学研究科政治学専攻（修士課程）設置 |
| 1995 | 平成7  | 4  | 大学院経済学研究科経営学専攻（博士課程後期）設置 |
| 1996 | 平成8  | 4  | 大学院法学研究科政治学専攻（博士課程後期）設置 |
| 1999 | 平成11 | 4  | 大学院外国語学研究科中国語学専攻・英語学専攻・日本言語文化学専攻（修士課程）、大学院アジア地域研究科アジア地域研究専攻（修士課程）設置                                 |
| 2000 | 平成12 | 4  | 文学部書道学科設置（日本初の書道の専門学科）、経済学部経営学科を学部に昇格させ、経営学部経営学科と企業システム学科設置                                                 |
| 2001 | 平成13 | 4  | 環境創造学部環境創造学科設置、経済学部を社会経済学科と現代経済学科の2学科を設置                                                                                        |
| 2003 | 平成15 | 4  | 大学院経営学研究科経営学専攻（博士課程前期・後期）、文学研究科書道学専攻（修士課程）設置                                                                               |
| 2004 | 平成16 | 4  | 大学院法務研究科法務専攻（専門職学位課程） 設置 |
| 2005 | 平成17 | 4  | 文学部中国文学科を中国学科へと名称変更、スポーツ・健康科学部（スポーツ科学科・健康科学科）設置                                                                         |
| 2006 | 平成18 |    | 「アジア理解教育の総合的取り組み」が文部科学省の「特色ある大学教育支援プログラム」に選定                                                                               |
| 2007 | 平成19 | 4  | 外国語学研究科日本言語文化学専攻（博士課程後期）設置 |
| 2008 | 平成20 | 4  | 大学院文学研究科教育学専攻（修士課程）設置 |
| 2009 | 平成21 | 4  | 大学院スポーツ・健康科学研究科（修士課程）設置 |
| 2011 | 平成23 | 2  | 外国語学研究科（中国言語文化学専攻）博士課程後期課程を開設（従来の中国語専攻修士課程は博士課程後期課程の開設に伴い、中国言語文化学専攻博士課程前期課程と改称）。       |
| 2012 | 平成24 | 3  | 大東医学技術専門学校閉校 |
| 2013 | 平成25 | 4  | 文学部教育学科に保育士課程を開設 |
| 2015 | 平成27 | 4  | 大学院法務研究科（法科大学院）学生募集停止 |
| 2016 | 平成28 | 4  | 経営学部 企業システム学科学生募集停止、経営学部 経営学科一科へ改組 |
| 2018 | 平成30 | 4  | スポーツ・健康科学部看護学科、文学部歴史文化学科、社会学部社会学科 設置。環境創造学部環境創造学科 学生募集停止                                                         |

学校設置法人（経営母体）と学校（高等教育機関）の変遷
| 学校設置法人（経営母体）                                                   | 学校（高等教育機関）                                                               | 学校（高等教育機関）                                                       | 学校（高等教育機関）                                                       | 学校（高等教育機関） |
| -------------------------------------------------------------------------- | ---------------------------------------------------------------------------------- | -------------------------------------------------------------------------- | -------------------------------------------------------------------------- | -------------------- |
| 大東文化協会 1923年（大正12年）2月11日設立 - 1923年（大正12年）9月20日     | （開設準備）                                                                       | （開設準備）                                                               | （開設準備）                                                               | （開設準備）         |
| 財団法人大東文化協会 1923年（大正12年）9月20日改組 - 1949年（昭和24年）4月 | 大東文化学院 1923年（大正12年）9月20日設立認可 - 1944年（昭和19年）3月26日         | 大東文化学院 1923年（大正12年）9月20日設立認可 - 1944年（昭和19年）3月26日 | 大東文化学院 1923年（大正12年）9月20日設立認可 - 1944年（昭和19年）3月26日 | 旧制専門学校         |
| 財団法人大東文化協会 1923年（大正12年）9月20日改組 - 1949年（昭和24年）4月 | 大東文化学院専門学校 1944年（昭和19年）3月26日改称認可 - 1949年（昭和24年）4月廃止 |                                                                            |                                                                            | 旧制専門学校         |
| 財団法人東方文化協会 1949年（昭和24年）5月名称変更 - 1951年（昭和26年）2月 | 東京文政大学 1949年（昭和24年）6月新制大学移行認可 - 1951年（昭和26年）2月         | 東京文政大学 1949年（昭和24年）6月新制大学移行認可 - 1951年（昭和26年）2月 | 東京文政大学 1949年（昭和24年）6月新制大学移行認可 - 1951年（昭和26年）2月 | 新制大学             |
| 学校法人文政大学 1951年（昭和26年）2月改称認可 - 1960年（昭和35年）6月     | 文政大学 1951年（昭和26年）2月改称認可 - 1953年（昭和28年）3月                     | 文政大学 1951年（昭和26年）2月改称認可 - 1953年（昭和28年）3月             | 文政大学 1951年（昭和26年）2月改称認可 - 1953年（昭和28年）3月             | 新制大学             |
| 学校法人文政大学 1951年（昭和26年）2月改称認可 - 1960年（昭和35年）6月     | 大東文化大学 1953年（昭和28年）3月改称 - 現在                                      | .                                                                          | .                                                                          | 新制大学             |
| 学校法人大東文化学園 1960年（昭和35年）6月改称 - 現在                      | 大東文化大学 1953年（昭和28年）3月改称 - 現在                                      | 大学院 1964年（昭和39年）3月設置 - 現在                                    | 専攻科 1978年（昭和53年）4月 - 2012年（平成24年）度募集停止                | 新制大学             |

建造物所在地等年表
| 西暦 | 和暦   | 月 | 沿革                                                                                       |
| ---- | ------ | -- | ------------------------------------------------------------------------------------------ |
| 1923 | 大正12 | 11 | 校舎と事務所を麹町区富士見六丁目十六番地に置く（九段校舎）                                 |
| 1941 | 昭和16 | 2  | 九段より豊島区池袋三丁目1385番地に移転（池袋校舎）                                         |
| 1945 | 昭和20 | 4  | 戦災により池袋校舎を焼失                                                                   |
| 1946 | 昭和21 | 2  | 葛飾区青戸町四番地（青砥校舎）に移転                                                       |
| 1949 | 昭和24 | 10 | 池袋校舎跡地に校舎完成復帰                                                                 |
| 1961 | 昭和36 | 8  | 大学を池袋より板橋区志村西台町に移転（現在地）                                             |
| 1967 | 昭和42 | 4  | 大東文化大学東松山キャンパス開設                                                           |
| 1970 | 昭和45 | 6  | 第一高等学校新校舎竣工                                                                     |
| 1973 | 昭和48 | 10 | 板橋校舎50周年記念館竣工（現交流の杜）                                                     |
| 1975 | 昭和50 | 5  | 群馬県嬬恋セミナーハウス竣工                                                               |
| 1976 | 昭和51 | 12 | 大東文化会館竣工                                                                           |
| 1988 | 昭和63 | 3  | 東松山校舎建設および開発造成工事竣工                                                       |
| 1989 | 平成元 | 3  | 板橋校舎1号館竣工                                                                          |
| 1994 | 平成6  | 6  | 長野県菅平セミナーハウス竣工                                                               |
| 1995 | 平成7  | 5  | 第一高等学校新校舎竣工                                                                     |
| 1998 | 平成10 | 4  | 図書館書庫棟竣工                                                                           |
| 1999 | 平成11 | 4  | 東洋研究所徳丸研究棟竣工                                                                   |
| 2003 | 平成15 | 4  | 板橋キャンパス整備計画第I期工事（中央棟図書館・3号館）竣工                                 |
|      |        | 12 | 信濃町校舎（法務研究科）竣工                                                               |
| 2005 | 平成17 | 8  | 板橋キャンパス整備計画第II期工事（体育館・厚生棟）竣工                                     |
|      |        | 9  | 東松山校舎新9号館竣工                                                                      |
| 2006 | 平成18 | 4  | ビアトリクス・ポター資料館竣工                                                             |
| 2007 | 平成19 | 5  | 板橋キャンパス整備計画第III期工事（思索の杜・交流の杜）※全事業完了                         |
| 2010 | 平成22 | 10 | 東松山キャンパス整備事業第1期工事（新3号館・10号館）起工                                   |
| 2011 | 平成23 | 12 | 東松山キャンパス整備事業第1期工事（新3号館・10号館）竣工                                   |
| 2012 | 平成24 | 2  | 東松山キャンパス整備事業第2期工事（新4号館・新5号館）起工                                  |
| 2013 | 平成25 | 3  | 東松山キャンパス新4号館供用開始                                                            |
|      |        | 5  | 東松山キャンパス新5号館供用開始、東松山キャンパス整備事業第2期工事（新4号館・新5号館）竣工 |
|      |        | 8  | 東松山キャンパス整備事業第3期工事（新2号館・周辺外構整備）起工                             |
| 2014 | 平成26 | 10 | 東松山キャンパス新2号館供用開始予定                                                        |
| 2015 | 平成27 | 1  | 東松山キャンパス整備事業第3期工事竣工                                                      |
| 2018 | 平成30 | 8  | 法務研究科、信濃町校舎より板橋校舎へ移転                                                   |
|      |        |    |                                                                                            |

### 歴代総長・校長・学長
大東文化学院・大東文化学院専門学校
|                                           | 代        | 氏名                      | 就任                       | 退任                       | 備考                                      |
| 大東文化 学院総長                         |           |                           |                            |                            |                                           |
| ----------------------------------------- | --------- | ------------------------- | -------------------------- | -------------------------- | ----------------------------------------- |
| 大東文化 学院総長                         | 初代      | 平沼騏一郎                | 1923年（大正12年）9月25日  | 1925年（大正14年）2月16日  |                                           |
| 大東文化 学院総長                         | 第二代    | 井上哲次郎                | 1925年（大正15年）2月16日  | 1926年（大正15年）10月11日 |                                           |
| 大東文化 学院総長                         | 第三代    | 大島健一                  | 1926年（大正15年）10月23日 | 1927年（昭和2年）6月20日   | 総長事務取扱                              |
| 大東文化 学院総長                         | 第四代    | 鵜澤總明1                 | 1927年（昭和2年）6月20日   | 同年11月30日               | 総長事務取扱                              |
| 大東文化 学院総長                         | 第五代    | 鵜澤總明2                 | 1927年（昭和2年）11月30日  | 1928年（昭和3年）12月3日   | 総長事務取扱                              |
| 大東文化 学院総長                         | 第六代    | 大津淳一郎                | 1928年（昭和3年）12月3日   | 1932年（昭和7年）1月29日   |                                           |
| 大東文化 学院総長                         | 第七代    | 加藤政之助                | 1932年（昭和7年）1月30日   | 1938年（昭和13年）2月9日   | 1938年（昭和13年）1月27日まで総長事務取扱 |
| 大東文化 学院総長                         | 第八代    | 松平頼寿1                 | 1938年（昭和13年）2月10日  | 1940年（昭和15年）3月1日   | 1940年（昭和15年）12月以降名誉総長        |
| 大東文化 学院総長                         | 第九代    | 鵜澤總明3                 | 1940年（昭和15年）12月27日 | 1943年（昭和18年）8月24日  |                                           |
| 大東文化 学院総長                         | 第十代    | 松平頼寿2                 | 1943年（昭和18年）8月25日  | 1943年（昭和18年）8月25日  |                                           |
| 大東文化 学院総長                         | 第十一代  | 酒井忠正                  | 1943年（昭和18年）9月      | 1945年（昭和20年）12月     | 1944年（昭和19年）3月以前は「総長」       |
| 大東文化 学院 専門学校 校長               | 第十一代  | 酒井忠正                  | 1943年（昭和18年）9月      | 1945年（昭和20年）12月     |                                           |
| 1944年（昭和19年）3月の改称後から「校長」 | 第十一代  | 酒井忠正                  | 1943年（昭和18年）9月      | 1945年（昭和20年）12月     |                                           |
| 第十二代                                  | 鵜澤總明4 | 1946年（昭和21年）9月18日 | 1948年（昭和23年）3月10日  | 名誉総長                   |                                           |
| 第十三代                                  | 藤塚鄰    | 1948年（昭和23年）3月     | 1948年（昭和23年）12月     |                            |                                           |
| 第十四代                                  | 土屋久泰  | 1949年（昭和24年）1月15日 | 同年3月18日                |                            |                                           |

東京文政大学・文政大学・大東文化大学
- 1949年 - 1951年：東京文政大学学長
- 1951年 - 1953年：文政大学学長
- 1953年 - 現在：大東文化大学学長

| 代       | 氏名     | 就任                       | 退任                       | 備考                                                                  |
| -------- | -------- | -------------------------- | -------------------------- | --------------------------------------------------------------------- |
| 初代     | 土屋久泰 | 1949年（昭和24年）5月1日   | 1958年（昭和33年）3月31日  | 名誉総長                                                              |
| 第二代   | 平島敏夫 | 1958年（昭和33年）4月1日   | 1962年（昭和37年）11月30日 |                                                                       |
| 第三代   | 南条徳男 | 1962年（昭和37年）11月30日 | 1969年（昭和44年）3月31日  | 名誉総長                                                              |
| 第四代   | 佐伯梅友 | 1969年（昭和44年）4月1日   | 1975年（昭和50年）3月31日  |                                                                       |
| 第六代   | 清原道壽 | 1983年（昭和58年）4月1日   | 1984年（昭和59年）3月31日  |                                                                       |
| 第七代   | 香坂順一 | 1984年（昭和59年）4月1日   | 1987年（昭和62年）3月31日  |                                                                       |
| 第八代   | 杉本良吉 | 1987年（昭和62年）4月1日   | 1990年（平成2年）3月31日   |                                                                       |
| 第九代   | 穂積重行 | 1990年（平成2年）4月1日    | 1993年（平成5年）3月31日   |                                                                       |
| 第十代   | 佐藤定幸 | 1993年（平成5年）4月1日    | 1996年（平成8年）3月31日   |                                                                       |
| 第十四代 | 渡部茂   | 2008年（平成20年）4月1日   | 2010年（平成22年）8月10日  | 任期途中退任 次代学長就任まで経営学部長岡田良徳教授（当時）が職務代理 |
| 第十五代 | 太田政男 | 2010年（平成22年）10月27日 | 2017年（平成29年）3月31日  |                                                                       |
| 第十六代 | 門脇廣文 | 2017年（平成29年）4月      | 2020年（令和2年）3月       |                                                                       |
| 第十七代 | 内藤二郎 | 2020年（令和2年）4月       | 2023年（令和5年）3月       |                                                                       |
| 第十八代 | 高橋進   | 2023年（令和5年）4月       | 現職                       |                                                                       |

## 基礎データ

### 所在地
- 板橋キャンパス（〒175-8571 東京都板橋区高島平1丁目9番1号）
- 東松山キャンパス（〒355-8501 埼玉県東松山市岩殿560番地）
- 緑山キャンパス（〒355-0054 埼玉県東松山市旗立台3番1）
- 大東文化会館（〒175-0083 東京都板橋区徳丸2丁目4番21）
- 菅平セミナーハウス（〒386-2204 長野県上田市菅平高原1278番1002）

### 象徴
- 学園章

「東文」の2文字を配した紋章
桐紋に「東文」の2文字を配した紋章（日本政府が用いる紋章（五七桐花紋）に近い）。
- シンボルマーク

DBマーク：創立80周年を記念し、公募によって決定。「大東（DAITO）」のDと「文化（BUNKA）」のBを図案化したもの。商標登録第4642290号。
- イメージキャラクター

パラブン（PaRaBun）：大東文化学園のイメージキャラクター。「大東（DAITO）」のDと「パラボラアンテナ」をモチーフにした鳥で、「文化（BUNKA）」のBと都市型大学をイメージした羽とボディが特徴。商標登録第4642291号。
- プロモーションキャラクター

ピーターラビット
- 和文ロゴタイプ

筆文字
- 英文ロゴタイプ
- イメージカラー

大学イメージカラーはDAITOグリーンという名称でDICカラーガイドの「■DIC-247」と「■DIC-389」を用いている。

#### 校歌・学生歌
- 校歌

作詞：谷鼎（たにかなえ）、作曲：信時潔。現在の校歌は、旧校歌（学院歌）に代わり、1953年（昭和28年）9月20日の大学創立30周年を記念して発表されたもの。ちなみに、谷が急逝した1960年（昭和35年）に作られた「通勤」と題する連作短歌の中に、大東文化大学を歌った一首がある。
大東文化大学混声合唱団による校歌斉唱ページ
- 学生歌

作詞：児玉花外、作曲：梁田貞。大東文化学院（前身校）の学生歌。正確な作詞時期は不詳であるが、昭和5年（1930年）前後のことであったと思われる。
歌詞に「靖国神社」「九段坂」があるのは、創設した場所が東京・九段であったため。
- 新学生歌

創設60周年を記念して、大学が新たな学生歌を公募した。
「おゝ青春よ」作詞:広井大三、作曲:広瀬鐵雄
「桐の窓辺に」作詞:尾島博、作曲:広瀬鐵雄

#### 大東まんじゅう
板橋校舎近くにある和菓子店が製造する「大東まんじゅう」が生協（板橋・東松山）で販売中。淡いグリーンとオレンジを基調にした「大東文化大学」の文字が施された包装紙、学園章に記された「東」「文」の文字の刻印、黒ごまが入ったこしあんが特徴である。

## 施設
Google ストリートビューで、板橋・東松山キャンパスの風景を見ることができる。撮影時期は2011年（平成23年）10月で、2012年（平成24年）9月6日から提供開始。

### 板橋キャンパス

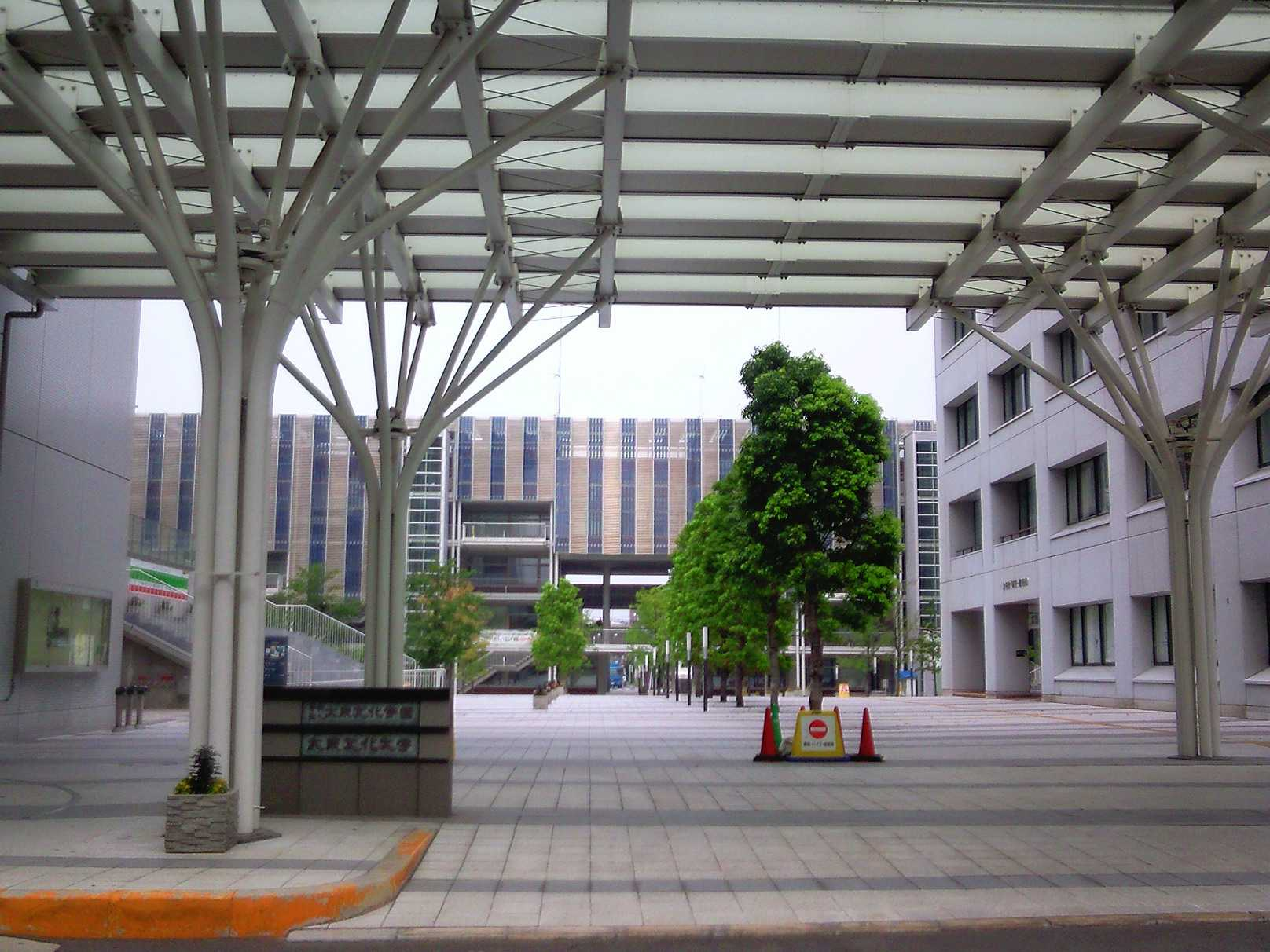
キャンパスプラザ

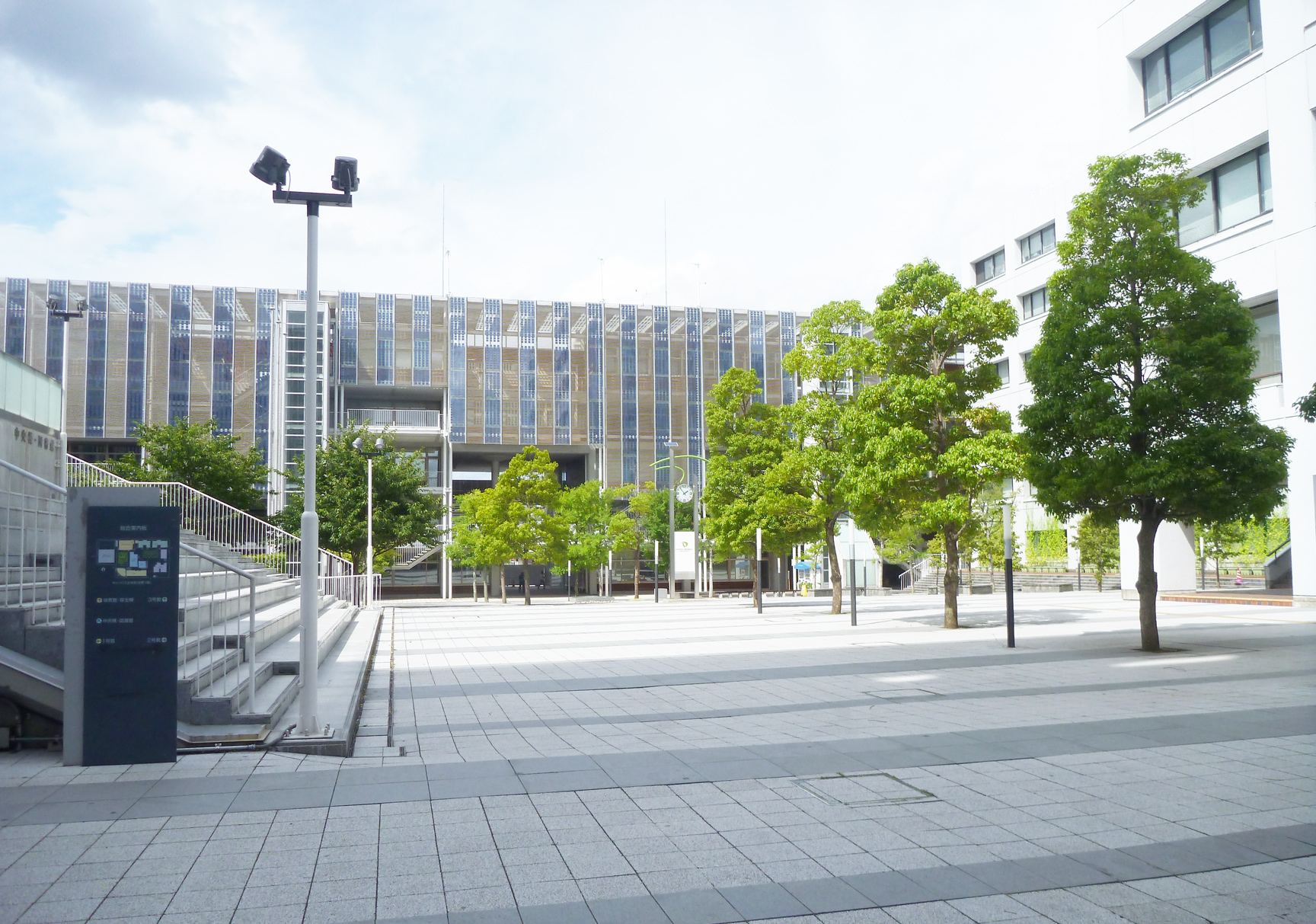
正面が3号館、交流の杜を見渡す。

- 所在地：〒175-8571 東京都板橋区高島平1丁目9番1号
- 設置学部：文学部、経済学部、外国語学部、法学部、経営学部、社会学部の3～4年（国際関係学部、スポーツ・健康科学部以外の3～4年）
- 設置研究科：文学研究科、経済学研究科、法学研究科、外国語学研究科、経営学研究科
- 敷地面積：24,040.39㎡
- 交通アクセス：
  - 都営地下鉄三田線 西台駅西口から徒歩約9分
  - 国際興業バス：東武練馬駅から浮間舟渡駅行「高島六の橋」下車
  - 国際興業バス：成増駅北口から赤羽駅西口または志村三丁目駅行「大東文化大学」下車
- スクールバス：
  - 東武東上線 東武練馬駅北口の大東文化会館からスクールバスで約7分（無料）

#### 環境
- キャンパスは東京都道446号長後赤塚線とその高架上の首都高速5号池袋線と隣接する。
- 創立80周年記念事業により、中央棟・図書館、3号館（第I期）、体育館・厚生棟（第II期）、思索の杜・交流の杜（第III期）が建てられた。「人と環境にやさしい都市型キャンパスの創造」という全体コンセプトのもと、中村勉総合計画事務所、山本・堀アーキテクツの設計により、2003年（平成15年）竣工。建築施工は、大林組東京本社。グッドデザイン賞、第31回東京建築賞・東京都知事賞受賞。
- 高断熱、高気密、日射遮蔽の高環境躯体性能をもち、太陽光、地中熱などの自然エネルギー、コージェネ廃熱利用などにより省エネを実現。

#### 主な施設
- 中央棟・図書館

地下1階、地上5階建て。情報ラウンジ・食堂・カフェテリア、大学生協売店などが配置。
図書館は蔵書総数は約100万冊（2021年（令和3年）3月31日現在）、総閲覧席数は610席、総面積は5,743平米。自動化書庫システムによりパソコンから図書を呼び出せる。
- 3号館

地上5階建て。1〜3階が教室、3階の一部〜5階が研究室。壁面には太陽光発電パネルと屋上に発電用風車を設置し学内に電力を供給している。
- 体育館

収納式の移動観覧席と舞台設備を備えている。クラブ活動やイベントなどに利用。
- 思索の杜

中央棟・図書館裏、体育館、1号館の間にある、常緑樹林。旧体育館跡地。
- 交流の杜

キャンパスの中心に位置する空間。50周年記念館の跡地。
風神と雷神をイメージした「空の記憶1・2」モニュメントは、教育学科教授の和田章の作品。

### 東松山キャンパス

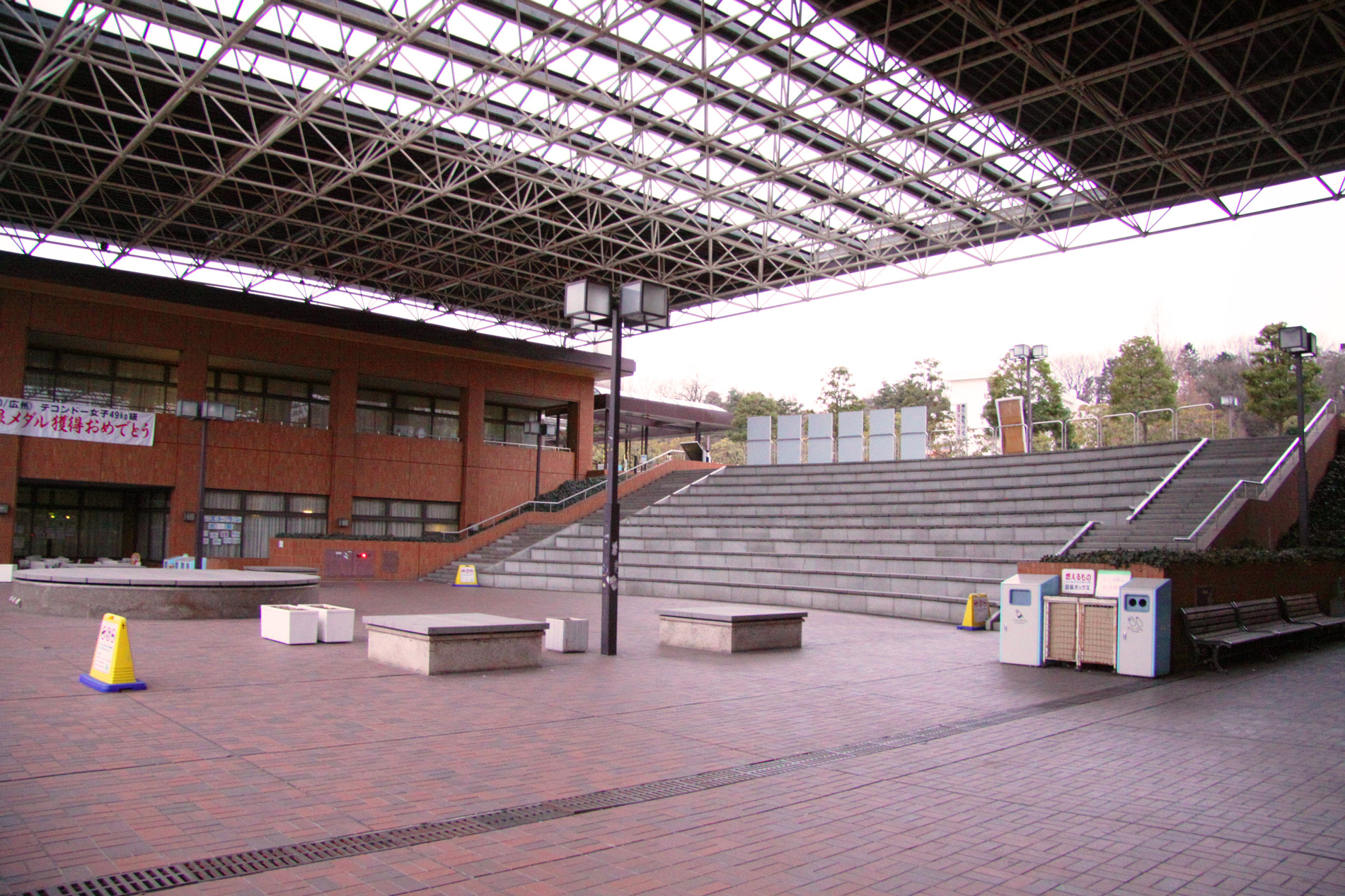
キャンパスプラザ

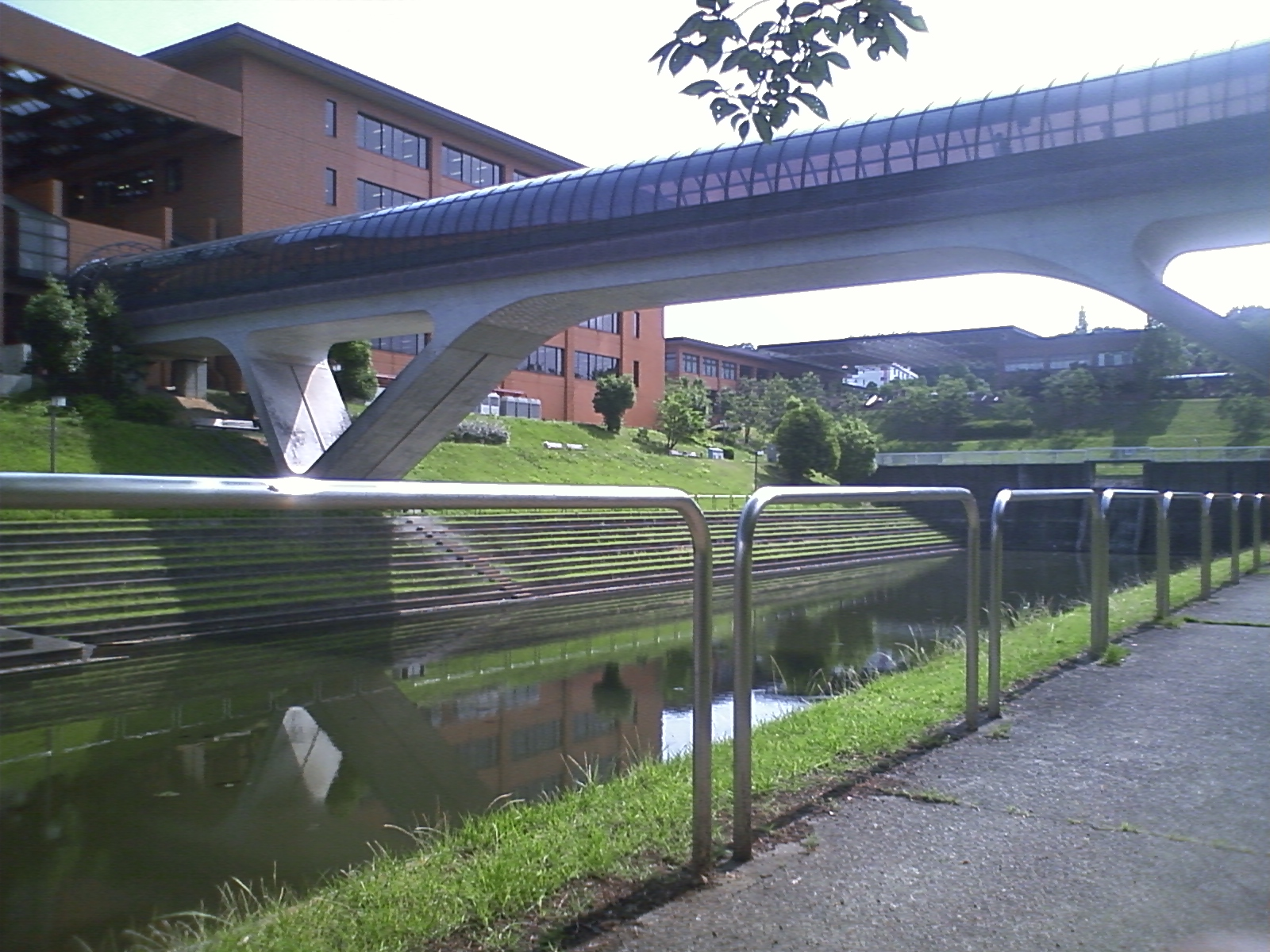
オーバーブリッジ外観

- 所在地：〒355-8501 埼玉県東松山市岩殿560
- 設置学部：国際関係学部とスポーツ・健康科学部以外の1〜2年、国際関係学部1〜4年、スポーツ・健康科学部1〜4年
- 設置研究科：アジア地域研究科、スポーツ・健康科学研究科
- 敷地面積：252,237.46㎡
- 交通アクセス：
  - 川越観光バス：高坂駅西口から鳩山ニュータウン行「大東文化大学」バス停下車
- スクールバス：
  - 東武東上線 高坂駅西口からスクールバスで約7分（無料、常時運行）
  - JR高崎線 鴻巣駅西口からスクールバスで約40分（有料、登録乗車制）
  - JR宇都宮線、東武伊勢崎線 久喜駅東口からスクールバスで約60分（有料、登録乗車制）

#### 環境
- 面積は249,606.36平米で東京ドーム5.2個分相当の広大なキャンパス。

#### 主な施設
- キャンパスプラザ

スクールバス乗降場すぐ、レンガ敷きの広場。野外ステージもあり、昼休みや各行事の時にはバンド演奏など各種イベントの場になる。
- 60周年記念図書館

地下2階、地上4階建て。蔵書総数は約60万冊（2021年《令和3年》3月31日現在）、総閲覧席数は999席、総面積は8,916平米。地下1階には130人を収容できるAVホールを完備。リスニングルームでは約1万4000種のソフトが自由に視聴できる。入館は学生証・職員証・図書館利用カードのいずれかが必要となる。
- オーバーブリッジ

中庭や道路、調整池をまたいで、2号館付近〜60周年記念図書館・60周年記念講堂付近〜第2研究棟を結ぶ。全長約300m。外と隔てる屋根は透明な素材によって覆われているため、ブリッジ内室温は直射日光や外気温に影響される。
- 調整池

通称「池」と呼ばれている。周囲は芝が敷かれた階段状でベンチも設置されている。
- 学生食堂

生協レストラン・ビュッフェ（第1厚生棟2階）、レストラン大東（第1厚生棟1階）、第一食堂（部室棟隣）の3つの食堂がある。昼時には席数が不足し、キャンパスプラザなどの屋外で食べる学生も多い。
- 総合グラウンド

東松山キャンパス40周年記念事業として2008年（平成20年）に完成。緑の人工芝や全天候型舗装トラックなど、最新設備が整っている。
- 専用グラウンド

野球、ラグビーの専用グラウンドとテニスコートがある。3グラウンドは道路に沿って所在する。2007年（平成19年）に野球専用グラウンドに人工芝が敷き詰められた。

### 緑山キャンパス

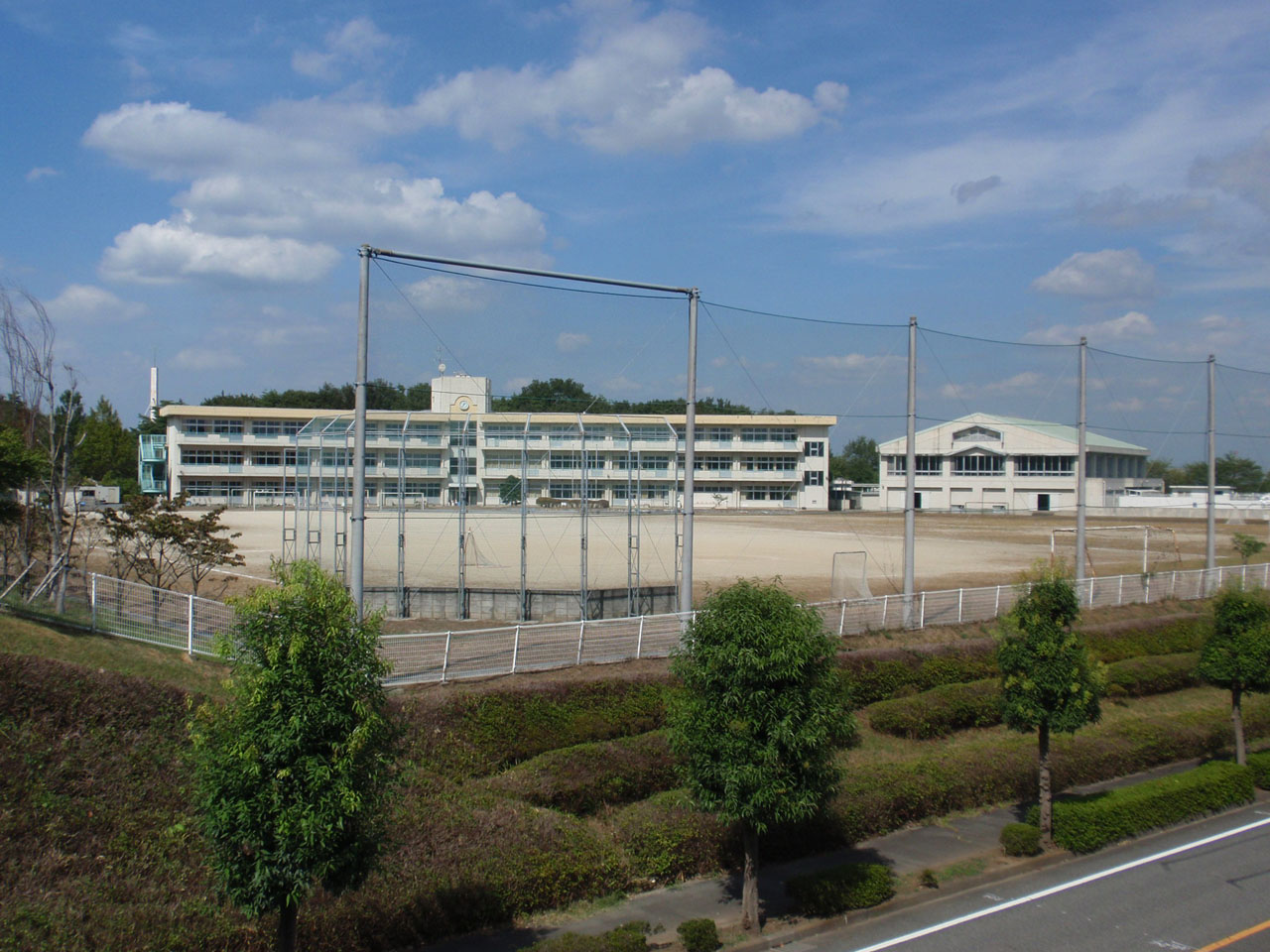
緑山キャンパス全景

東松山キャンパスから約2.5kmの距離。旧東松山市立緑山小学校。
- 所在地：〒355-0054 埼玉県東松山市旗立台3番
- 設置学部：（なし）
- 利用場所：グラウンド、体育館、各教室、駐車場
- 交通アクセス：
  - 東武東上線 高坂駅
  - 川越観光バス：高02系統：高坂駅西口－東京電機大学本館前線
    - 桜山台経由「桜山台」バス停下車徒歩5分、「旗立台」バス停下車2分
    - 白山台郵便局・松風台経由「旗立台」バス停下車2分

## 学外施設

### 大東文化会館

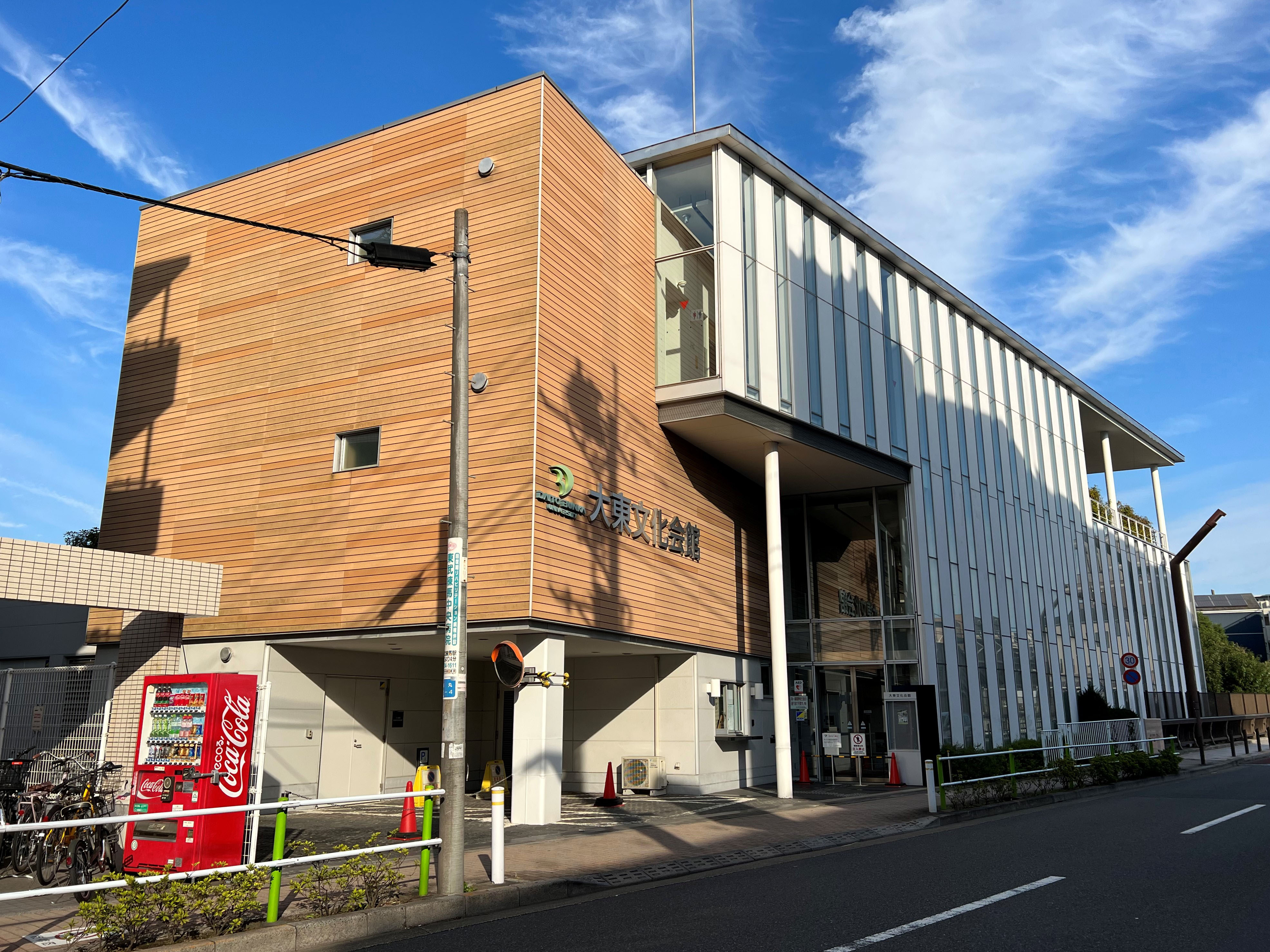
大東文化会館

地上4階、地下1階建て。平成18年（2006年）4月にリニューアル。1階にホール、3・4階に研修施設がある。東武練馬駅より徒歩2分。

### 菅平セミナーハウス
敷地は約2,800坪で、ゼミ室やテニスコート、ラグビーコートなど多目的グラウンドがある。ゼミ合宿やクラブ活動で利用されている。
- 収容人数：40名

## 教育および研究

### 学部
8学部20学科
- 文学部
  - 日本文学科
  - 中国文学科
  - 英米文学科
  - 教育学科
  - 書道学科
  - 歴史文化学科
- 経済学部
  - 社会経済学科
  - 現代経済学科
- 外国語学部
  - 中国語学科
  - 英語学科
  - 日本語学科
- 法学部
  - 法律学科
  - 政治学科
- 国際関係学部
  - 国際関係学科
  - 国際文化学科
- 経営学部
  - 経営学科
- スポーツ・健康科学部
  - スポーツ科学科
  - 健康科学科
  - 看護学科
- 社会学部
  - 社会学科

### 研究科
●：博士課程前期・後期

○：修士課程

◎：専門職学位課程

- 文学研究科
- 文学研究科は1964年（昭和39年）に大東文化大学で初めて設立された研究科である。
  - 日本文学専攻●
  - 中国学専攻●
  - 英文学専攻○
  - 教育学専攻○
  - 書道学専攻● ― 日本唯一（2014年現在）の博士（書道学）が授与される。
- 経済学研究科
  - 経済学専攻●
- 法学研究科
  - 法律学専攻●
  - 政治学専攻●
- 外国語学研究科
  - 英語学専攻●
  - 日本言語文化学専攻●
  - 中国言語文化学専攻○
- アジア地域研究科（東松山キャンパス）
  - アジア地域研究専攻●
- 経営学研究科
  - 経営学専攻●
- 法務研究科（法科大学院）（学生募集停止）
  - 法務専攻◎
- スポーツ・健康科学研究科（東松山キャンパス）
  - スポーツ・健康科学専攻○

### 専攻科
- 文学専攻科
  - 教育学専攻

### 関係機関

#### ビアトリクス・ポター資料館
東松山キャンパスに隣接するこども動物自然公園内で運営している。大東文化大学図書館・英米文学科が所蔵するコレクションの中から、ピーター・ラビットシリーズで日本でも著名なビアトリクス・ポター関連のものを中心に、貴重な書籍、原画、直筆手紙などを一般公開している。

#### 北京事務所
中国

2007年（平成19年）4月に開設した海外事務所。中国国内の協定大学との学術交流の促進を行う。日本人スタッフが駐在し、学生間の交流と情報交換の場にもなっている。

#### 研究所
それぞれの分野における学術研究や調査、高度な職業人育成のための講座などを展開している。
- 書道研究所
- 東洋研究所
- 人文科学研究所
  - 文学部に付置する研究所である。
- 語学教育研究所
  - 外国語学部に付置する研究所である。
- 経済研究所
  - 経済学部に付置する研究所である。
- 経営研究所
  - 経営学部に付置する研究所である。
- 法学研究所
  - 法学部法律学科に付置する研究所である。
- 国際比較政治研究所
  - 法学部政治学科に付置する研究所である。
- 現代アジア研究所
  - 国際関係学部の付置研究所として1991年（平成3年）に設立された。アジアの政治、経済、社会、歴史、文化、芸術などの観点からアジア諸地域の研究を行っている。

##### 書道研究所
1969年（昭和44年）設立の「大東文化書道文化センター」が前身。1988年（昭和63年）設立。日本で唯一書道の研究と芸術活動を行う研究機関で、書道・美術関連の貴重な資料や図書を収蔵している。書道テキストシリーズや1969年（昭和44年）創刊である月刊誌「大東書道」を刊行、2011年（平成23年）現在、大学で刊行される唯一の競書雑誌であり、500号刊行を記念する展覧会を開催した。「高校生のための書道講座」も開催している。
- 当研究所主催の全国書道展は、毎年11月に開催。2022年（令和4年）に第63回展を迎えた。

##### 東洋研究所
1923年（大正12年）設立。大東文化大学の前身である大東文化協会の研究機関から度々の改組を経て、1961年（昭和36年）に大学附属の研究機関として発足。
研究論文機関誌「東洋研究」を年4回発行している。
当研究所は徳丸研究棟にある。
- 沿革
  - 1923年（大正12年）2月 大東文化協会の研究組織として、東洋研究部と比較研究部が設置される。
  - 1953年（昭和28年）9月20日 大学附属「大東文化研究所」に継承。
  - 1961年（昭和36年）4月 東洋研究所発足。法人附属機関から大学附置研究所へ移行。
  - 1961年（昭和36年）7月10日 研究論文機関誌「東洋研究」創刊。

歴代所長
| 氏名       | 在任期                 |
| ---------- | ---------------------- |
| 平島敏夫   | 1961年4月 - 1962年11月 |
| 南条徳男   | 1962年12月 - 1964年3月 |
| 金子昇     | 1964年4月 - 1965年3月  |
| 髙橋梵仙   | 1965年4月 - 1968年3月  |
| 市野沢寅雄 | 1968年4月 - 1970年3月  |
| 野口正之   | 1970年4月 - 1972年3月  |
| 土井章     | 1972年4月 - 1978年3月  |
| 中嶋敏     | 1978年4月 - 1983年3月  |
| 岡倉古志郎 | 1983年4月 - 1985年3月  |
| 古島和雄   | 1985年4月 - 1993年3月  |
| 遠藤光正   | 1993年4月 - 1997年3月  |
| 松本照敬   | 1997年4月 - 2003年3月  |
| 福田俊昭   | 2003年4月 - 2009年3月  |
| 山田準     | 2009年4月 - 2017年3月  |
| 岡﨑邦彦   | 2017年4月 -            |

#### センター
- キャリアセンター
- 国際交流センター
- 体育センター
- 地域連携センター
- 入学センター

## 学生生活

### 自治会・部活動・サークル活動

#### 学生自治会
- 中央執行委員会
- 全學應援團リーダー部
- 全學應援團チアリーダー部
- 全學應援團吹奏楽部
- 大東祭実行委員会
- 大東文化大学放送協会

#### 体育連合会（体連）
体育連合会に所属する部活動は2022年（令和4年）3月現在、39部、2同好会が存在している。後述の「スポーツ」の項目でも触れるが、数多くの部が大会などで実績を上げている。

#### 文化団体連合会（文連）
文化団体連合会に所属する部活動は2022年（令和4年）3月現在、24部存在している。大東文化大学では文化系のクラブ活動も盛んである。以下に特筆すべき文化系の部活動を紹介する。
- 映画研究会 - 1968年創部。映像業界、マスコミ業界に数多くの人材を輩出。
- 書道部 - 全国的に珍しい書道学科があるため、部員は100名を越す大所帯。
- 吹奏楽団 - シンフォニックとマーチングの両方に取り組んでいる。部員は50名前後。過去には数々の賞を受賞している。
- 将棋研究会 - 関東大学将棋連盟所属。団体戦はC2級（令和6年5月18日現在）。部員は10名超。目立った成績は残せていないが、部内には新進棋士奨励会（日本将棋連盟のプロ養成機関）の学生も在籍（のちに退会）。

主な実績
- 関東学生将棋連盟令和4年秋季個人戦 - 文学部2年がベスト32入り
- 令和4年、5年、朝日アマ名人戦 - 2年連続奈良県代表（朝日新聞社主催）→関西ブロック大会出場
- 令和4年赤旗名人戦（しんぶん赤旗主催、日本将棋連盟後援） - 奈良県代表→全国大会出場
- 令和6年アマ竜王戦（日本将棋連盟、読売新聞社主催）※アマ日本一を決定する最高峰の棋戦-奈良県代表→全国大会出場（6月、山形県天童市で開催）
- 劇団虚構 - 1980年代後半より活動しており、劇団四季や文学座などに人材を輩出している。

#### サークル
大学側が把握している団体が、2018年（平成30年）3月現在で約70存在する。

### 学園祭
学園祭は「大東祭」とよばれ、毎年11月の上旬に2日間または3日間開催される。元々は板橋校舎で開催されていたが、板橋校舎の再開発によって平成14年（2002年）度より東松山校舎で行われていた。平成20年（2008年）度より再び板橋校舎で開催されるようになった。プロのミュージシャンによるライブ、俳優や声優のトークショー、お笑い芸人のライブなどが開催されることもある。

### 各種コンテスト
本校が主催で各種コンテストを開催している。
- 大東生論文コンテスト

学生に論文作成の機会を与え、分析能力を養成する目的で行う。年1回開催。大東文化大学学長賞など各賞があり、副賞としてノートパソコンが贈呈される。2011年（平成23年）に第21回開催を迎えた。
- 英語スピーチコンテスト

出場資格は大学生・留学生・高校生・一般があり、本選出場にはそれぞれ定数が設けられている。英語圏話者は参加できない。スピーチは5分を上限とし、毎年メインテーマが決められる。2022年（令和4年）に第22回開催を迎えた。
- アジア言語スピーチコンテスト（Asian Languages Speech Contest -ALSC-）

国際関係学部主催。10言語（中国語、コリア語、タイ語、インドネシア語、ベトナム語、ヒンディー語、ウルドゥー語、ペルシア語、アラビア語に、留学生用の日本語）の部門があり、民族衣装を身にまとって習得言語を発表する。企画や準備、運営は学部生によって行われる。2022年（令和4年）で24回目。
- 起業アイデアコンテスト

このコンテストは地域デザインフォーラム（別述）の一環で2002年（平成14年）から始まった。学外ベンチャー企業が最終審査を行い、厳正に審査されたのち、創業の実現性が高いグループには板橋区から区立企業活性化センター内のオフィスを無償貸与される。各賞には学長賞、板橋区長賞、ニュー・アイデア賞、コミュニティ・ビジネス賞、カレッジ・ビジネス賞がある。
- 全国高校新聞コンクール（募集終了）

朝日新聞社後援。全国の高等学校で発行した新聞で競う。2018年（平成30年）に第48回開催を迎えた。
- 全国高校生作文コンテスト（募集終了）

文部科学省後援。高校生の創意性を養い、国語能力の涵養に寄与することを目的とする。2013年（平成25年）に第50回開催を迎えた。
- 法学部懸賞論文
- 経済学部懸賞論文

学部生を対象とした懸賞論文である。
- 学生懸賞論文

経営学部生を対象とした懸賞論文である。論文テーマにはキーワードが多数決められ、その中から選択して応募する。副賞として賞金10万円が贈呈される。2011年（平成23年）に第11回開催を迎えた。
- 高校生翻訳コンテスト

文学部英米文学科が主催。応募資格は高校生のみ。課題文を翻訳して郵送かEメールで応募する。

### スポーツ
- ラグビー部は、関東大学ラグビーリーグ戦グループで優勝9回、大学選手権では優勝を3回している。
- テコンドー部は、全日本学生テコンドー選手権大会で9度優勝を果たしている。
- 男子バスケットボール部は、関東大学バスケットボール連盟1部加盟。2017年、関東インカレと1部リーグ戦で初優勝。全日本インカレでも2003年（平成15年）に準優勝を果たしている。大学本体もプロチームであるレバンガ北海道及び富山グラウジーズとパートナーシップ契約を締結しており、両チームにOBも在籍している。また、琉球ゴールデンキングスにもエースの岸本 隆一や金城 茂之などが所属している。
- 硬式野球部は、首都大学野球連盟所属、首都大学2部リーグでは27回優勝、1部リーグでは1回の優勝経験がある。
- Walk（ウォーキング大会）

大学や地域の歴史・文化を学び、健康増進を図ることを目的としたもので、例年10月中旬に開催。創立60周年記念事業のひとつとして催された「メモリアルウォーク60」が始まり。当初は東松山校舎〜板橋校舎間の約50kmコースと、その中間地点から板橋校舎までの25kmコースの2コースで行われていたが、現在は約20kmのコースに変更されている。参加者には参加賞としてTシャツや帽子が、完歩者にはタオルが贈呈される。

#### 陸上競技部

##### 男子短距離
日本選手権リレー競技の男子4×100mリレー走で、2018年と2022年の2回優勝している。

##### 男子長距離
1967年（昭和42年）4月に創部。創部以来青葉昌幸監督の下で力をつけ、1973年（昭和48年）の全日本大学駅伝で学生駅伝初優勝を飾る。関東学生陸上競技連盟所属。
襷の色はDAITOグリーン。「大東文化大学」の文字が黒糸で施されている。
箱根駅伝には1968年（昭和43年）の第44回大会から43回連続出場し、第97回大会現在、50回出場・4回の総合優勝・全区間で区間賞を獲得（区間新記録は2区と7区以外で獲得）している。平成2年（1990年）度には史上初の学生駅伝三冠を達成（出雲くにびきロードリレー、全日本大学駅伝、箱根駅伝）している。特に5区と6区に強く、「山の大東」とも称されることもある。しかし、第87回大会では予選会で敗退し、連続出場回数が43で途絶えた。第96回大会・第97回大会では予選会で15位以下（10位までが本選出場）に沈み、最も低迷した時代を迎える｡
全日本大学駅伝では1973年（昭和48年）〜1976年（昭和51年）の4連覇と1984年（昭和59年）、1989年（平成元年）、1990年（平成2年）の7勝を挙げている。4連覇は早稲田大学・駒澤大学に並ぶ大会連勝記録である。出雲駅伝は1990年（平成2年）の1回である。しかし、2010年頃からはシード権争いにも絡まず低迷。1994年の第26回大会には出場できず、連続出場が25で途絶えた。2008年の第40回大会から5年連続で予選会敗退するなど低迷した時代を迎える｡
2021年（令和3年）には高校、社会人で活躍した留学生が初めて入部。近年遠のいていた箱根駅伝本選出場の期待がかかっていたが、予選会ではその留学生が大ブレーキで出場ならず。しかし2022年（令和4年）、仙台育英高校を全国屈指の強豪に育て上げた大東文化大学OBの真名子圭を新監督に迎えたことで、仙台育英時代の教え子だった留学生の実力が開花。同年の全日本大学駅伝予選会と箱根駅伝予選会を突破し、2023年（令和5年）に箱根駅伝本選へ4年ぶりに出場する。2024年（令和6年）にも箱根駅伝本選に出場し、10位で9年ぶりにシード権を獲得した。
- 箱根駅伝での主な記録（2024年現在）総合優勝回数：4回（第51回-第52回,第66回-第67回）
  - 往路優勝回数：4回（第51回-第52回,第66回-第67回）
  - 復路優勝回数：4回（第49回-第51回,第57回）
  - 完全優勝回数：1回（第51回）
  - シード権獲得回数：35回（第45回-第68回,第72回-第75回,第77回-第79回,第85回,第90回-第91回,第100回）
  - 区間賞獲得数：40個
  - 連続区間賞獲得年数：8年連続（第48回-第55回）と7年連続（第62回-第68回）
  - 史上初4年連続同一区間区間賞：大久保初男（5区・第50回-第53回、うち区間新記録を2度記録[17]）

| 箱根駅伝での歴代成績                                                                                          | 箱根駅伝での歴代成績 | 箱根駅伝での歴代成績 | 箱根駅伝での歴代成績 | 箱根駅伝での歴代成績 | 箱根駅伝での歴代成績 | 箱根駅伝での歴代成績                                                                                    |
| 出場 回数 | 出場回               | 往路 順位            | 復路 順位            | 総合 順位            | シード権 獲得        | 備 考                                                                                                   |
| --- | -------------------- | -------------------- | -------------------- | -------------------- | -------------------- | --- |
| 1 | 第44回 （1968年）    | 15位                 | 15位                 | 15位                 |                      | 予選会4位通過、初出場                                                                                   |
| 2 | 第45回 （1969年）    | 6位                  | 10位                 | 7位                  | ●                    | 予選会2位通過、区間賞（1区）、初のシード権獲得                                                          |
| 3 | 第46回 （1970年）    | 3位                  | 7位                  | 5位                  | ●                    | 区間賞（6区）                                                                                           |
| 4 | 第47回 （1971年）    | 9位                  | 4位                  | 7位                  | ●                    | |
| 5 | 第48回 （1972年）    | 3位                  | 3位                  | 3位                  | ●                    | 区間賞（1区新、3区新）                                                                                  |
| 6 | 第49回 （1973年）    | 4位                  | 1位                  | 2位                  | ●                    | 区間賞（8区新、9区、10区）、復路初優勝（復路区間新記録）                                                |
| 7 | 第50回 （1974年）    | 5位                  | 1位                  | 2位                  | ●                    | 区間賞（5区、6区、7区、8区）、復路優勝                                                                  |
| 8 | 第51回 （1975年）    | 1位                  | 1位                  | 1位                  | ●                    | 区間賞（4区新、5区新、6区新、7区、10区新）、 往路初・復路・総合初優勝の完全優勝（往路・総合区間新記録） |
| 9 | 第52回 （1976年）    | 1位                  | 2位                  | 1位                  | ●                    | 区間賞（5区、7区、9区）、往路・総合優勝                                                                 |
| 10 | 第53回 （1977年）    | 3位                  | 5位                  | 3位                  | ●                    | 区間賞（5区新）                                                                                         |
| 11 | 第54回 （1978年）    | 3位                  | 2位                  | 3位                  | ●                    | 区間賞（7区）                                                                                           |
| 12 | 第55回 （1979年）    | 5位                  | 3位                  | 3位                  | ●                    | 区間賞（3区）                                                                                           |
| 13 | 第56回 （1980年）    | 4位                  | 5位                  | 4位                  | ●                    | |
| 14 | 第57回 （1981年）    | 3位                  | 1位                  | 3位                  | ●                    | 区間賞（9区新）、復路優勝（復路区間新記録）                                                             |
| 15 | 第58回 （1982年）    | 4位                  | 5位                  | 4位                  | ●                    | |
| 16 | 第59回 （1983年）    | 9位                  | 5位                  | 6位                  | ●                    | |
| 17 | 第60回 （1984年）    | 4位                  | 6位                  | 4位                  | ●                    | 区間賞（2区）                                                                                           |
| 18 | 第61回 （1985年）    | 5位                  | 6位                  | 5位                  | ●                    | |
| 19 | 第62回 （1986年）    | 6位                  | 2位                  | 3位                  | ●                    | 区間賞（9区、10区）                                                                                     |
| 20 | 第63回 （1987年）    | 4位                  | 9位                  | 5位                  | ●                    | 区間賞（2区）                                                                                           |
| 21 | 第64回 （1988年）    | 2位                  | 3位                  | 2位                  | ●                    | 区間賞（1区）                                                                                           |
| 22 | 第65回 （1989年）    | 5位                  | 5位                  | 4位                  | ●                    | 区間賞（3区）                                                                                           |
| 23 | 第66回 （1990年）    | 1位                  | 2位                  | 1位                  | ●                    | 区間賞（3区、5区、6区新、9区）、往路・総合優勝                                                          |
| 24 | 第67回 （1991年）    | 1位                  | 2位                  | 1位                  | ●                    | 区間賞（3区、4区）、往路・総合優勝                                                                      |
| 25 | 第68回 （1992年）    | 4位                  | 7位                  | 5位                  | ●                    | 区間賞（5区新）、第45回から今大会までシード権24回連続獲得                                               |
| 26 | 第69回 （1993年）    | 12位                 | 15位                 | 15位                 |                      | |
| 27 | 第70回 （1994年）    | 20位                 | 14位                 | 18位                 |                      | 予選会6位通過                                                                                           |
| 28 | 第71回 （1995年）    | 15位                 | 10位                 | 14位                 |                      | 予選会1位通過                                                                                           |
| 29 | 第72回 （1996年）    | 7位                  | 6位                  | 5位                  | ●                    | 予選会5位通過、4年ぶりシード権獲得                                                                      |
| 30 | 第73回 （1997年）    | 3位                  | 6位                  | 3位                  | ●                    | |
| 31 | 第74回 （1998年）    | 7位                  | 12位                 | 9位                  | ●                    | |
| 32 | 第75回 （1999年）    | 9位                  | 6位                  | 7位                  | ●                    | |
| 33 | 第76回 （2000年）    | 9位                  | 13位                 | 12位                 |                      | |
| 34 | 第77回 （2001年）    | 13位                 | 2位                  | 6位                  | ●                    | 予選会1位通過、区間賞（6区新、10区新）、2年ぶりシード権獲得                                             |
| 35 | 第78回 （2002年）    | 5位                  | 5位                  | 5位                  | ●                    | 区間賞（6区）                                                                                           |
| 36 | 第79回 （2003年）    | 4位                  | 9位                  | 4位                  | ●                    | |
| 37 | 第80回 （2004年）    | 16位                 | 12位                 | 13位                 |                      | |
| 38 | 第81回 （2005年）    | 14位                 | 11位                 | 12位                 |                      | 予選会2位通過                                                                                           |
| 39 | 第82回 （2006年）    | 11位                 | 12位                 | 12位                 |                      | 予選会5位通過                                                                                           |
| 40 | 第83回 （2007年）    | 15位                 | 14位                 | 14位                 |                      | 予選会8位通過                                                                                           |
| 41 | 第84回 （2008年）    | 11位                 | 棄権                 | -                    |                      | 予選会5位通過、初の途中棄権（9区）                                                                      |
| 42 | 第85回 （2009年）    | 9位                  | 5位                  | 4位                  | ●                    | 予選会10位通過、区間賞（6区）、6年ぶりシード権獲得                                                      |
| 43 | 第86回 （2010年）    | 20位                 | 9位                  | 18位                 |                      | 初出場から今大会出場まで43回連続出場記録                                                                |
| 44 | 第89回 （2013年）    | 12位                 | 16位                 | 12位                 |                      | 予選会4位通過、3年ぶり出場                                                                              |
| 45 | 第90回 （2014年）    | 8位                  | 16位                 | 10位                 | ●                    | 予選会6位通過、5年ぶりシード権獲得                                                                      |
| 46 | 第91回 （2015年）    | 9位                  | 12位                 | 10位                 | ●                    | |
| 47 | 第92回 （2016年）    | 20位                 | 13位                 | 18位                 |                      | |
| 48 | 第93回 （2017年）    | 18位                 | 10位                 | 13位                 |                      | |
| 49 | 第94回 （2018年）    | 17位                 | 16位                 | 16位                 |                      | |
| 50 | 第95回 （2019年）    | 21位                 | 14位                 | 19位                 |                      | |
| 総合順位上位入賞10校は、翌大会のシード校として出場可。区間賞（n区新（ボールド体））は、当該大会の区間新記録。 |                      |                      |                      |                      |                      | |

- 全日本大学駅伝での主な記録（2023年現在）
  - 優勝回数：7回（第4回-第7回,第15回,第21回-第22回）
  - シード権獲得回数：5回（第32回,第34回-第35回,第37回,第55回）
  - 区間賞獲得数：35個
  - 連続区間賞獲得年数：5年連続（第3回-第7回）、4年連続（第12回-第15回）、3年連続2回（第17回-第19回,第21回-第23回）

| 全日本大学駅伝での歴代成績                    | 全日本大学駅伝での歴代成績 | 全日本大学駅伝での歴代成績 | 全日本大学駅伝での歴代成績               | 全日本大学駅伝での歴代成績               |
| 出場 回数                                     | 出場回                     | 順位                       | シード権 獲得                            | 備 考                                    |
| --------------------------------------------- | -------------------------- | -------------------------- | ---------------------------------------- | ---------------------------------------- |
| 1                                             | 第1回 （1970年）           | 4位                        |                                          | 区間賞（5区、6区）                       |
| 2                                             | 第2回 （1971年）           | 6位                        |                                          |                                          |
| 3                                             | 第3回 （1972年）           | 4位                        | 区間賞（3区、5区）                       |                                          |
| 4                                             | 第4回 （1973年）           | 1位                        | 区間賞（1区、7区）、初優勝               |                                          |
| 5                                             | 第5回 （1974年）           | 1位                        | 区間賞（1区、3区、7区）、優勝            |                                          |
| 6                                             | 第6回 （1975年）           | 1位                        | 区間賞（1区、5区、7区）、優勝            |                                          |
| 7                                             | 第7回 （1976年）           | 1位                        | 区間賞（3区、4区）、優勝                 |                                          |
| 8                                             | 第8回 （1977年）           | 4位                        |                                          |                                          |
| 9                                             | 第9回 （1978年）           | 4位                        |                                          |                                          |
| 10                                            | 第10回 （1979年）          | 5位                        |                                          |                                          |
| 11                                            | 第11回 （1980年）          | 4位                        |                                          |                                          |
| 12                                            | 第12回 （1981年）          | 4位                        | 区間賞（5区）                            |                                          |
| 13                                            | 第13回 （1982年）          | 4位                        | 区間賞（5区）                            |                                          |
| 14                                            | 第14回 （1983年）          | 2位                        | 区間賞（3区）                            |                                          |
| 15                                            | 第15回 （1984年）          | 1位                        | 区間賞（3区、5区）、優勝                 |                                          |
| 16                                            | 第16回 （1985年）          | 3位                        |                                          |                                          |
| 17                                            | 第17回 （1986年）          | 19位                       | 区間賞（1区、4区、6区）                  |                                          |
| 18                                            | 第18回 （1987年）          | 6位                        | 区間賞（3区）                            |                                          |
| 19                                            | 第19回 （1988年）          | 3位                        | 区間賞（4区、5区）                       |                                          |
| 20                                            | 第20回 （1988年）          | 6位                        | 開催時期を11月初旬実施に変更             |                                          |
| 21                                            | 第21回 （1989年）          | 1位                        | 区間賞（2区、4区、5区）、優勝            |                                          |
| 22                                            | 第22回 （1990年）          | 1位                        | 区間賞（3区、5区、7区）、優勝            |                                          |
| 23                                            | 第23回 （1991年）          | 3位                        | 区間賞（7区）                            |                                          |
| 24                                            | 第24回 （1992年）          | 10位                       |                                          |                                          |
| 25                                            | 第25回 （1993年）          | 9位                        | 第1回から今大会まで25回連続出場          |                                          |
| 26                                            | 第27回 （1995年）          | 6位                        | 2年ぶり出場                              |                                          |
| 27                                            | 第29回 （1997年）          | 8位                        | 2年ぶり出場                              |                                          |
| 28                                            | 第30回 （1998年）          | 11位                       |                                          |                                          |
| 29                                            | 第31回 （1999年）          | 10位                       |                                          |                                          |
| 30                                            | 第32回 （2000年）          | 3位                        | ●                                        | シード制新設                             |
| 31                                            | 第33回 （2001年）          | 7位                        |                                          |                                          |
| 32                                            | 第34回 （2002年）          | 4位                        | ●                                        | 区間賞（7区）、2年ぶりシード権獲得       |
| 33                                            | 第35回 （2003年）          | 2位                        | ●                                        | 区間賞（3区、5区）                       |
| 34                                            | 第36回 （2004年）          | 9位                        |                                          |                                          |
| 35                                            | 第37回 （2005年）          | 6位                        | ●                                        | 2年ぶりシード権獲得                      |
| 36                                            | 第38回 （2006年）          | 11位                       |                                          |                                          |
| 37                                            | 第39回 （2007年）          | 8位                        |                                          | 第29回から今大会まで11回連続出場         |
| 38                                            | 第45回 （2013年）          | 7位                        |                                          | 6年ぶり出場                              |
| 39                                            | 第46回 （2014年）          | 8位                        |                                          |                                          |
| 40                                            | 第47回 （2015年）          | 18位                       |                                          |                                          |
| 41                                            | 第48回 （2016年）          | 15位                       |                                          |                                          |
| 42                                            | 第49回 （2017年）          | 14位                       |                                          |                                          |
| 優勝（1位）回数                               | 優勝（1位）回数            | 7回                        | 優勝回：第4回-第7回,第15回,第21回-第22回 | 優勝回：第4回-第7回,第15回,第21回-第22回 |
| 上位入賞6校は、翌大会のシード校として出場可。 |                            |                            |                                          |                                          |

- 出雲駅伝での主な記録（2020年現在）
  - 優勝回数：1回（第2回）
  - シード権獲得回数：5回（第1回-第4回,第15回）

| 出雲駅伝での歴代成績                          | 出雲駅伝での歴代成績 | 出雲駅伝での歴代成績 | 出雲駅伝での歴代成績 | 出雲駅伝での歴代成績                   |
| 出場 回数                                     | 出場回               | 順位                 | シード権 獲得        | 備 考                                  |
| --------------------------------------------- | -------------------- | -------------------- | -------------------- | -------------------------------------- |
| 1                                             | 第1回 （1989年）     | 2位                  | ●                    |                                        |
| 2                                             | 第2回 （1990年）     | 1位                  | ●                    | 初優勝                                 |
| 3                                             | 第3回 （1991年）     | 2位                  | ●                    |                                        |
| 4                                             | 第4回 （1992年）     | 3位                  | ●                    | 第1回から今大会までシード権4回連続獲得 |
| 5                                             | 第5回 （1993年）     | 15位                 | シードなし01         | 第1回から今大会まで5回連続出場         |
| 6                                             | 第8回 （1996年）     | 8位                  | シードなし02         | 3年ぶり出場                            |
| 7                                             | 第9回 （1997年）     | 8位                  | シードなし03         |                                        |
| 8                                             | 第10回 （1998年）    | 9位                  | シードなし04         |                                        |
| 9                                             | 第11回 （1999年）    | 7位                  | シードなし05回目     |                                        |
| 10                                            | 第13回 （2001年）    | 8位                  | シードなし06回目     | 2年ぶり出場                            |
| 11                                            | 第14回 （2002年）    | 5位                  | シードなし07回目     |                                        |
| 12                                            | 第15回 （2003年）    | 2位                  | ●                    |                                        |
| 13                                            | 第16回 （2004年）    | 8位                  | シードなし08回目     |                                        |
| 14                                            | 第20回 （2008年）    | 14位                 | シードなし09回目     | 4年ぶり出場                            |
| 15                                            | 第21回 （2009年）    | 9位                  | シードなし10回目     |                                        |
| 16                                            | 第26回 （2014年）    | -                    | シードなし11回目     | 5年ぶり出場（大会は中止）              |
| 17                                            | 第27回 （2015年）    | 12位                 | シードなし1回目      |                                        |
| 優勝（1位）回数                               | 優勝（1位）回数      | 1回                  | 優勝回：第2回        | 優勝回：第2回                          |
| 上位入賞3校は、翌大会のシード校として出場可。 |                      |                      |                      |                                        |

##### 女子長距離
2010年（平成22年）度創設の女子長距離部門は、全日本大学女子駅伝に第29回大会から出場。2024年現在、10回の準優勝を果たしている。
- 全日本大学女子駅伝での主な記録（2023年現在）
  - シード権獲得回数：12回（第30回-第41回）

| 全日本大学女子駅伝での歴代成績                | 全日本大学女子駅伝での歴代成績 | 全日本大学女子駅伝での歴代成績 | 全日本大学女子駅伝での歴代成績 | 全日本大学女子駅伝での歴代成績 |
| 出場 回数                                     | 出場回                         | 順位                           | シード権 獲得                  | 備 考                          |
| --------------------------------------------- | ------------------------------ | ------------------------------ | ------------------------------ | ------------------------------ |
| 1                                             | 第29回 （2011年）              | 棄権                           | シードなし01回目               | 初出場、途中棄権（3区）        |
| 2                                             | 第30回 （2012年）              | 6位                            | ●                              | 初のシード権獲得               |
| 3                                             | 第31回 （2013年）              | 2位                            | ●                              |                                |
| 4                                             | 第32回 （2014年）              | 2位                            | ●                              | 6区区間新記録達成              |
| 5                                             | 第33回 （2015年）              | 2位                            | ●                              |                                |
| 6                                             | 第34回 （2016年）              | 5位                            | ●                              |                                |
| 7                                             | 第35回 （2017年）              | 2位                            | ●                              | 区間賞（5区）                  |
| 8                                             | 第36回 （2018年）              | 2位                            | ●                              | 区間賞（2区、5区）             |
| 8                                             | 第37回 （2019年）              | 2位                            | ●                              | 区間賞（3区）                  |
| 上位入賞6校は、翌大会のシード校として出場可。 |                                |                                |                                |                                |

## 大学関係者と組織

### 大学関係者組織

#### 同窓会
- 大東文化大学同窓会

## 対外関係

### 地方自治体との協定
東京都板橋区との連携事業
- 公開講座（生涯学習課） - 大東文化大学と板橋区教育委員会が共催して、区内在住・在勤・在学者を対象に大学公開講座を実施。

- 地域デザインフォーラム（人事課） - 2000年（平成12年）5月18日、板橋区と大東文化大学のあいだで「地域デザインフォーラム」協定が締結され、法学部・経済学部・経営学部・環境創造学部のスタッフと区職員などで、地域社会が抱える政策課題を共同研究している。地域連携研究の成果は毎年発行の報告書・ブックレットで公表されている。

- 板橋・環境創造講座（人事課）- 2001年（平成13年）開設。一般区民向けのまちづくりに関する公開講座。講師として区職員を派遣。

- 現代政治論特殊講義ii（人事課） - 2002年（平成14年）から実施。大学院法学研究科の正規科目。「分権時代の地方行政を板橋区の政策形成の取組みから学ぶ」をテーマに講師として区幹部職員を派遣。最終講義に区長特別講義がある。

- 商学公連携モデル事業（産業振興課） - 大学の持つ専門性を生かし、学生の新たな視点で、商店街活性化事業を商店街と連携して企画・運営している。区は大学と委託契約を行い、補助金を交付する。

- コミュニティビジネス・コンテスト（産業活性化推進室） - コミュニティビジネス・コンテストと大学主催の「起業アイデア・コンテスト」の同時開催。

- 企業活性化センターオフィス利用（産業活性化推進室） - 大東文化大学の起業家育成事業を支援するため、オフィスの無料貸し出しをする。

- 学習指導員（教育委員会事務局指導室） - 教育委員会・学校長の指揮監督の下に少人数グループによる授業援助、特別に支援を必要な生徒に対する個別支援などを行う。

インターンシップ
- みらいネット高島平 - 埼玉県各自治体との連携事業。

- 東松山市との地域連携事業 - きらめき市民大学、大学院への講師派遣など。

- 比企郡ときがわ町との地域連携事業 - 2006年（平成18年）6月締結。農業体験や、小中学校での学習指導、町内代替バス路線の提案、観光振興の計画などを行っている。

- 比企郡鳩山町 - 2016年（平成28年）6月23日、地域連携に関する基本協定を締結。互いに有する人的資源と物的資源を有効に活用し、連携協力することにより、地域社会および教育・研究の発展に寄与することを目指す。

### 国内大学との協定
他大学間協定
卒業単位の一部を他の教育機関で取得することができる。
- 放送大学[18]

### 国際交流大学等
2010年（平成22年）4月現在、全部で21ヶ国71大学と国際交流協定を結んでいる。詳しくは協定校を参照のこと。
主な協定校
- アジア
  -  中国
    - 北京外国語大学
    - 上海師範大学
    - 中山大学
    - 復旦大学
    - 山東大学
    - 北京師範大学
    - 中国美術学院
    - 中央民族大学
    - 西北大学
    - 東北師範大学
    - 天津美術大学
    - 首都師範大学
    - 清華大学
    - アモイ大学
    - 大連外国語学院
    - 三江学院
    - 中国社会科学院歴史研究所
    - 吉林師範大学東亜研究所

  -  台湾
    - 東呉大学
    - 国立中山大学
    - 国立台湾芸術大学
    - 中信金融管理学院
    - 輔仁大学
    - 国立中央研究院歴史語言研究所

- アジア
  -  韓国
    - 高麗大学校
    - 圓光大学校
    - 延世大学校
    - 西京大学校
    - 成均館大学校
    - 又石大学校
    - 木浦大学校
    - 昌原大学校

  -  インド
    - ラジャスタン大学
    - ジャワハルラルネルー大学

  -  インドネシア
    - パジャジャラン大学

  -  タイ
    - チュラロンコーン大学

  -  パキスタン
    - カラチ大学

  -  ベトナム
    - ベトナム国家大学ハノイ

- アフリカ
  -  エジプト
    - アレキサンドリア大学

  -  モロッコ
    - モハメッドV世大学
- 中東
  -  イラン
    - シーラーズ大学
- 北米
  -  カナダ
    - ブリティッシュコロンビア大学
    - ラヴァル大学

  -  アメリカ合衆国
    - コーカーカレッジ
    - ウェスタン・ミシガン大学
    - ハワイ大学ヒロ校
    - ウエスト・フロリダ大学
    - ジョージア大学
    - ノーザン・アリゾナ大学
    - セーラム国際大学
    - フィンドレー大学
    - サウスイースト・ミズーリ州立大学
    - セント・クラウド州立大学

- ヨーロッパ
  -  イギリス
    - ウェストミンスター大学
    - セントラルランカシャー大学

  -  スロバキア
    - プレショフ大学

  -  フィンランド
    - タンペレ大学

  -  イタリア
    - サレント大学

  -  ドイツ
    - トリアー大学
    - ライプツィヒ大学ヘルダーインスティチュートinterDaF

  -  フランス
    - カンヌ国際学院
    - リヨンカトリック大学
- オセアニア
  -  オーストラリア
    - グリフィス大学
    - ウェスタンシドニー大学
    - ニューイングランド大学
    - モナッシュ大学
    - マードック大学

  -  ニュージーランド
    - ヴィクトリア大学ウェリントン校

### 付設校
付設校は、大学を頂点とする附属校ではなく、学校法人大東文化学園が設置する形態を取っている。
- 高等学校

大東文化大学第一高等学校
- 幼稚園

大東文化大学附属青桐幼稚園

#### 旧設置・付設校
- 大東医学技術専門学校・柔道整復科大東接骨院（附属臨床実習施設）

1956年（昭和31年）開設、2012年（平成24年）3月閉校。
- 大東文化大学附属盈進幼稚園・小学校・中学校・高等学校

学校法人盈進学園から経営協力の依頼を受け、1972年（昭和47年）4月1日に吸収合併。施設設備の充実を図り、独立の学園として運営が可能と判断し、1977年（昭和52年）7月7日に設置者変更許可を受け、再び学校法人盈進学園として独立した。
現在は移転し、同法人による高等学校のみ存続。